# 高松市の歴史
高松市の歴史（たかまつしのれきし）では、香川県高松市及びそれに関連する事物の歴史について述べる。

## 旧石器時代
約3万年前、日本列島は中国大陸と地続きになり、ナウマン象やオオツノシカなどが棲息するナイフの形をした石器が各地で使われる。約2万年前の高松平野周辺では中間西井坪遺跡（中間町）、国分台遺跡（国分寺町）が造られ、高松平野に既に人の活動があったことが確認されている。約1万4千年前には日本列島で細石器が各地で使われ、現在の坂出市で塩飽諸島遺跡群が造られる。

## 縄文時代
約1万3千年前には土器や弓矢が出現し、大池遺跡（木太町）などが造られた。そして約1万年前には海面上昇で、瀬戸内海がほぼ現在の形になる。

## 弥生時代
紀元前4世紀頃には中国大陸から稲刈りや、金属の道具が伝わり、林坊城遺跡（林町）からこの頃の物と思われるクワなどの木製の道具が出土。紀元前3世紀〜紀元前2世紀頃には高松平野の開墾が進み、ほぼ全域に稲作地域が広がる。代表的な遺跡としては、さこ長池遺跡（林町）、天満宮西遺跡（松縄町）、井出東遺跡（松縄町）などがある。紀元前1世紀になると高松平野周辺の丘陵において高地性集落が多く造られ、久米池南遺跡（東山崎町など）、中山田遺跡（池田町）、前田東中村遺跡（前田東町）などが確認されている。

## 古墳時代
4世紀、前方後円墳が日本全国で造られはじめ、現在の高松市中心部に隣接する「峰山」と呼ばれる岩清尾連山に多数の古墳群、積石塚が造られる。大きなものとしては、鶴尾神社号墳（西春日町）、猫塚古墳（鶴市町）、高松市茶臼山古墳（東山崎町など）がある。他に小さなものも含めるとそれらは峰山を水源とする摺鉢谷川周辺に集中している。当時海岸線は現在の高松市中心部の西端を流れる摺鉢谷川の流域全て、即ち峰山の裾野にあり、人間はそれら海、山に挟まれた平野、後の宮脇町周辺に居住していたと類推される。当時の香東川は峰山の南で2方向に分岐し、後の中央通り当たりにも流れていた。その後開墾は更に東部の香東川の下流域に進み、開墾と漁獲により生活を営んでいた。大坂堺に伝仁徳天皇陵と呼ばれる大仙陵古墳などの巨大な古墳が造られ始めた5世紀頃には、今岡古墳（鬼無町佐料）、女木丸山古墳（女木町）などが確認されている。6世紀、日本に正式に仏教が伝えられた頃、高松平野では横穴式石室が多く造られ、代表的な遺跡として久本古墳（新田町）、南山浦古墳群（西春日町）、神高古墳群（鬼無町山口）、矢野面古墳（三谷町）などが挙げられる。

## 飛鳥時代
645年（大化元年）大化の改新が行われ、日本書紀によると667年（天智6年）屋島に、山城「屋島ノ城（やしまのき）」が築かれる。そして7世紀後半になると高松平野において下司寺〔下司廃寺（東山崎町）〕、坂田寺〔坂田廃寺（西春日町）〕などの寺院が造られ始める。8世紀初頭、現在の国道にあたる道路南海道が高松平野を横断するように整備され、三谷町付近に三谿駅が造られる。南海道は現在も高松市を包括する高松平野において道路の規則性に色濃く影響を与えている「条里制」の基準にもなった。

## 奈良時代
735年（天平7年）に弘福寺領讃岐国山田郡田図が作られたといわれ、741年（天平13年）讃岐国分寺、国分尼寺（国分寺町国分）が建立される。

## 平安時代
794年（延暦13年）京都の平安京に都が移った頃、香川県では日本真言宗の開祖である空海が誕生、821年（弘仁12年）に満濃池の修理工事に着手し讃岐の英雄として崇められ、921年（延喜21年）には弘法大師の諡号を与えられる。927年（延長5年）には田村神社（一宮町）が名神大社になる。939年（天慶2年）には藤原純友の乱がおこり、香川県では讃岐国府（坂出市）が炎上する。1156年（保元元年）の保元の乱では崇徳上皇が讃岐に流され、1168年（仁安3年）に西行が白峰崇徳院陵に詣でる。

### 高松の由来
高松という地名が初めて歴史上に現れるのはこの時代に作られた「和名類聚鈔」に「多加津（たかつ）の郷」とあるのが最初である。地名の由来としては諸説あるが定かではない。主なものとして、「高松郷の辺りに天を突くような、大きく高い松があったから」などである。ここで書かれている高松はいずれも現在の古高松地区を指しており、高松城命名の際、当時の高松郷を「古高松」とした記録があるとされる（高松市史）また、高松市高松町の「永の谷公園」には松があったとする碑がある。その後生駒親正が篦原（のはらの）庄に建てた城を高松城と呼ぶようになり、やがて城下町全体、そして現在に至る市名に使われるようになった。
その頃、現在の高松城周辺は小さな漁村であったと長らく考えられていたが、近年の高松港再開発に伴う発掘調査により、11世紀ごろには交易が行われる港町が開かれ、また無量寿院の門前町として繁栄していたことが分かっている。

## 室町時代
1362年（貞治元年） - 中臣鎌足の次男・藤原不比等の後裔である二川次郎から4代目にあたる二川四郎左衛門光吉が、讃岐国守護職細川頼之に従い、讃岐国香川郡井原荘龍満に移住した。そして、その地に龍満城（香川県香川郡香川町。現在・同県高松市）を築城する。

## 江戸時代

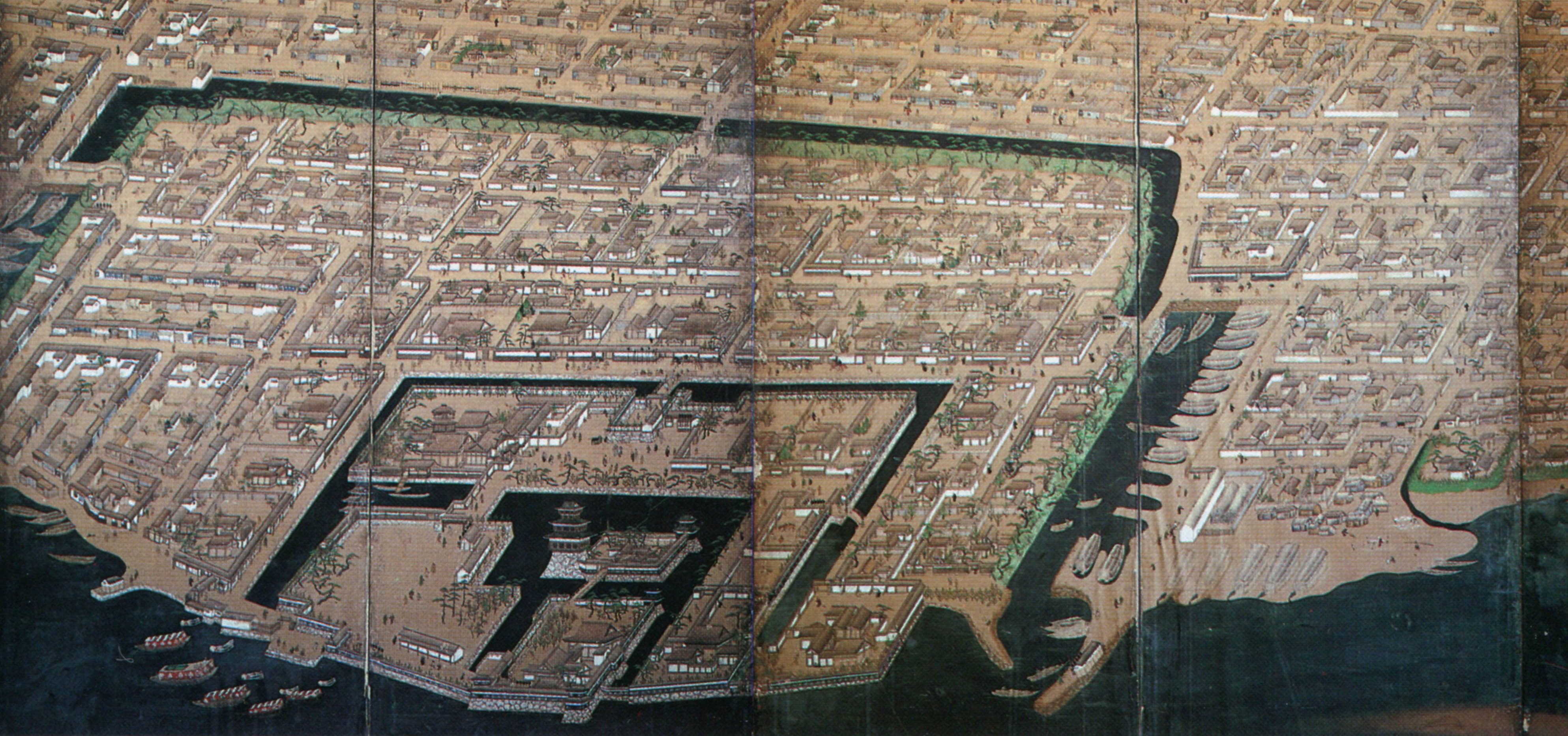
1640年代半ばの高松城下（高松城下図屏風:香川県立ミュージアム所蔵）

1588年、前年に豊臣秀吉より讃岐国を与えられた生駒親正が香東郡篦原（のはらの）庄に高松郷から名前をとった「高松城」とその城下町を築く。合わせて城下を分断していた香東川の付け替えが行われ、現在の中央通り付近を流れていた廃河川敷も合わせた形で整備が行われる。丸亀などから商人が呼び寄せられ、住み着いた地が丸亀町である。1640年、生駒騒動といわれるお家騒動が起こり、生駒家は讃岐一国を召し上げられ出羽国（秋田県）矢島に移された。以後1642年には、当時常陸国下館藩（現在の茨城県筑西市）主だった松平頼重が東讃岐を与えられ高松城に入城する。その後高松城下町は次第に広がり明治維新までには、ほぼ現在の旧市内にまで広がった。

## 明治時代
明治時代には混乱の中香川県が成立し、1890年（明治23年）2月15日には高松が市制施行し高松市が成立した。その後日清戦争や日露戦争などの戦争も多発した中、電灯の開通や、高松丸亀間に初の鉄道の開通、高松港の第一期改修が行われたりと現代高松の基礎が造られた時代であった。

### 香川県成立
1871年12月26日（明治4年11月15日）、廃藩置県により香川県が成立し高松はその県庁所在地になったが、2年後の1873年（明治6年）2月20日には名東県（現在の徳島県）に吸収合併され香川県と共に高松の県庁所在地としての地位は消滅した。更に2年後の1875年（明治8年）9月5日には再び香川県は独立し、高松は再び県庁所在地になったが翌1876年（明治9年）8月21日には再度、今度は愛媛県に吸収合併された。しかし、それも風土や文化の違いから分離独立運動が激しく起こった為長続きせず、1888年（明治21年）12月3日には現在の香川県が成立した。17年の間に4度も合併と分離を繰り返した挙句、全国で最後に成立した県となった。このことを揶揄した「名東（夫婦）別れて愛媛に身売り香川は再び里帰り」という俗語も生まれた。
この県の存在を巡る混乱は県庁所在地の高松にとって、その後の発展に非常に大きな影響を与えることになる。そもそも江戸時代、藩の所在地では武士などの富裕層がその街の経済における潤沢な消費者であった。その後、版籍奉還とともに武士などの富裕層はその多くが没落して、以後は彼らに代わって軍人や官吏などがその役目を負うことになる。全国の県庁所在地の多くは旧藩庁所在地であったため、この頃になると既に他の県庁所在地は軍人や官吏などの富裕層が多く育ち、武士に代わって引き続き街の経済を繁栄させていた。しかし、同時期の高松は県庁の存在さえもいつまた消滅するかもわからない不安定なものであったほか、軍隊も丸亀へ設置（歩兵第12連隊）されたために街の消費を支える富裕層が決定的に不足していた。県を巡る大混乱が17年間も続いた香川県は結果的に他県に比べてその県庁所在地の発展が大きく出遅れることになる。
しかし、その後宇高連絡船の就航で四国の玄関として発展したり、戦後はその影響で四国地方を統括する企業や物流の中心都市としての地位を確立し、さらに国の出先機関のほとんどが置かれるなど四国の行政都市としても発展することになる（→行政都市の確立）。

### 高松市成立
明治維新を経て成立した日本の新政府は、それまでの幕藩体制の影響が根強く残る地方の権力を弱体化させて強力な中央集権体制を確立させようとしていた。その地方統治機構としてまず1872年11月10日（明治5年10月10日）に大区小区制が施行され、各府県下に大区、その下に小区が設置される。この大区の名称は数字であり、なおかつ府県単位であったために香川県のように合併・分離を繰り返す県の場合、度々名称が変わった。名東県と合併した1873年（明治6年）には高松は第18大区に属した。1878年（明治11年）7月22日、大区小区制に替わって地方三新法として郡区町村編制法が成立し、大都市とそれに準ずる都市には区、それ以外には大区小区制の中では名目上の存在に過ぎなかった郡を設置し、高松は香川郡に属してその郡役所が置かれた。
そして、その郡区町村編制法に替わる制度として1888年（明治21年）4月17日、市制の制度が定められた。この制度が開始された当初から高松は人口要件など市制の条件を満たし全国40都市と共に内務省から指定されていたが、1889年（明治22年）4月1日に最初に市制を敷いた31都市中に高松は含まれていなかった。そのころこの地域の行政といえば香川県成立直後の混乱期であり、関係者の調整・協議が整わないまま最初の制度施行には間に合わなかったという経緯がある。
最初の制度施行から8ヵ月後の同年12月26日には全国20府県の知事とともに初代香川県知事林董が更迭され新知事柴原和が赴任。内務大臣に対する市制施行の願いをこの新知事に上申し、新知事就任から2日後の12月28日、香川県下町村の町村制とともに高松の市制施行の予定日が決定し、その旨布達があった。
翌1890年（明治23年）2月15日、高松は市制を施行し高松市が成立する。最初の市制の制度施行から遅れることおよそ1年、中国四国地方では最も遅く全国で40番目の市となった。初代市役所は北古馬場町の福善寺を間借りしての開庁となった。市制施行当時の人口は3万3546人、戸数は6356戸、面積は2.58km2。
市制施行に際して高松市となった町・村
- 旧城下町（計59町）
塩屋町、築地町、新塩屋町、井口町、新通町、福田町、古馬場町、片原町、今新町、大工町、桶屋町、御坊町、百間町、北古馬場町、七十間町、野方町、西通町、西浜町、木蔵町、西新町、丸亀町、外磨屋町、南紺屋町、古新町、兵庫町、一番丁、二番丁、三番丁、四番丁、五番丁、六番丁、七番丁、八番丁、九番丁、十番丁、天神前、田町、東瓦町、西瓦町、新瓦町、北亀井町、南亀井町、旅籠町、中新町、南新町、南鍛冶屋町、内町、浜ノ丁、鶴屋町、本町、内磨屋町、下横町、上横町、東浜町、新材木町、通町、北浜材木町、工町、魚屋町
- 町・村
東浜村の一部（通称：十番長屋、瓦焼）、中ノ村の一部（通称：樋ノ上）

市制に際して高松市の一部となった東浜村と中ノ村の各一部はしばらくは正式な町名が与えられず、通称地名である十番長屋、瓦焼、樋ノ上と呼ばれていた。その後、1914年（大正3年）にそれぞれ八坂町、南瓦町（現・常磐町二丁目付近）、東田町という正式町名が与えられた。

## 大正時代
日本が第一次世界大戦に参戦する中、1914年（大正3年）高松市初の合併となる宮脇村との合併（第一次合併）が行われ、1921年（大正10年）には東浜村（第二次合併）、栗林村（第三次合併）との合併が実現し、この時点での市域は現在の高松の中心市街地の範囲と一致しているため、その後この地域は「旧市内」と呼ばれるようになった。また、1918年（大正7年）に全国で起こった米騒動の余波は高松にも飛び火し、その後1924年（大正13年）香川県最大の小作争議である「伏石事件」にまで発展した。

### 第1次合併
高松市が市制を施行して以降、最初に市域を広げるべく合併を模索したのは市と隣接する香川郡宮脇村であった。宮脇村には江戸時代から高松の産土神として歴代藩主や、市民から篤く信仰されてきた石清尾八幡宮のほか、有名な寺院・学校などがあり、高松市とは縁深い関係にあった。そのため本来高松市が市制を施行すると同時に合併されるはずであったが、当時の事情によってそれは実現せず、20年以上も放置されていた。それは当時の高松市がまだ発展途上にあり、市も山積する課題の中、市域を広げるという事案にまで立ち至っていなかったからと言われている。
しかし明治時代末期、高松市側はようやく市域の狭さを感じ、市域を広げるべく地理的に最も都合の良かった香川郡宮脇村を合併する案が浮上してきた。宮脇村側でも過去から日常生活で繋がりの深い高松市との合併を望む声が大勢を占めた。1914年（大正3年）4月、当時の香川県知事、川村竹治が合併の斡旋に乗り出したため、高松市と宮脇村の協議は急進展することになった。そして1914年4月30日宮脇村を香川郡から分離し閉村、5月1日を以ってその地域を高松市に編入（合併）する事となった。
高松市に編入された旧宮脇村地区には新たに宮脇町と西浜新町の2つの町名が割り振られたが、1930年（昭和5年）4月1日には宮脇町の東部の一部を九番丁と十番丁に、西浜新町の東北部の一部を幸町と昭和町にそれぞれ分割した。
| 自治体名     | 人口（人） | 世帯数（世帯） | 面積(km2) | 人口密度（人/km2） | 首長       |
| ------------ | ---------- | -------------- | --------- | ------------------ | ---------- |
| 香川郡宮脇村 | 3,750      | 616            | 2.72      | 1,373.6            | 不明       |
| 高松市       | 42,883     | 9,040          | 2.85      | 15,046.7           | 鈴木幾次郎 |
| 新高松市     | 46,633     | 9,656          | 5.58      | 8,357.2            | 鈴木幾次郎 |

### 第2次合併
第1次合併に先立つ約8年前、ちょうど日本が日露戦争の戦勝祝賀に沸いていた1906年（明治39年）、かねてから高松市の将来構想を練っていた当時の香川県知事、小野田元熈はこの時期にこそ隣接村の統合を図る絶好のきっかけであると考え、手始めに香川郡栗林村と東浜村の内意を探るため諮問案を作り両村に送った。それを受け取った栗林村、東浜村は両村とも合併に対し時期尚早であるという意見が強く、諮問案に対し合併に反対することを答申した。そのようなことでこの時は合併される側である、栗林村と東浜村の反発でこの合併は立ち消えすることとなった。
それから10年後の1915年（大正4年）、当時の香川県知事、若林賚蔵は東浜村と高松市に対し合併促進の再諮問を行った。そして東浜村は村会を開き諮問案を審議した結果、税金、道路改修など6件の希望条件つきで合併に賛成することを決定し、この意向を県に答申した。一方の高松市は東浜村の答申を踏まえたこの事案を市会に諮ったところ、東浜村の合併条件を不当であるとしこの受け入れを強く拒んだ。このときも今度は高松市の反発で東浜村と高松市の合併は不成立に終わった。
それからさらに5年後の1920年（大正9年）3月4日、当時の香川県知事、佐竹義文は三度東浜村に合併諮問案を提示した。これは幾分圧力的なものであった。それを受け、東浜村は村会を開き審議した結果、合併希望条件として、松島-沖松島に新しく道路を造ること、合併区域を高松市の水道工事第一期施工地域に繰り入れること、などの意見書を付け満場一致で賛成し県知事へ答申した。これに対し高松市側も市会を開いて審議した結果、合併承認に大勢が占めた。東浜村、高松市とも合併準備のための県の議決を経て構想から15年経った翌1921年（大正10年）1月1日を以って東浜村を高松市に編入した。
合併に伴い旧東浜村の区域には、新たに福岡町、松嶋町、鹽上町、花園町の4つの町ができた。
| 自治体名     | 人口（人） | 世帯数（世帯） | 面積(km2) | 人口密度（人/km2） | 首長     |
| ------------ | ---------- | -------------- | --------- | ------------------ | -------- |
| 香川郡東浜村 | 7,085      | 1,679          | 2.27      | 3,121.1            | 久本良八 |
| 高松市       | 47,740     | 10,970         | 5.58      | 8,555.6            | 佐野久宣 |
| 新高松市     | 54,825     | 12,649         | 7.85      | 6,984.1            | 佐野久宣 |

### 第3次合併
1906年（明治39年）香川郡栗林村は県から隣接する東浜村と共に合併に関する諮問を受けたが、栗林村会は合併に対し時期尚早であり、合併に反対するという答申を県に申し入れた。そのため東浜村と共に高松市への合併は立ち消えとなった。
しかし15年後の1921年（大正10年）1月東浜村が高松市に合併（第2次合併参照）したことは栗林村を少なからず刺激し、村の世論も合併論に傾いた。そのような中、東浜村の合併を成功させた県知事佐竹は栗林村にも合併再諮問案を送った。そのため栗林村は村会を開き諮問案を検討した結果、全員異議無く合併を承認し、県へ答申した。一方の高松市も天下の名勝といわれた栗林公園が高松市になると沸き立ち、これも満場一致で賛成し県へ伝えた。そうして東浜村の合併から10箇月後の1921年（大正10年）11月1日、栗林村は高松市に合併された。
この合併で旧栗林村の地域は、栗林町、藤塚町、中野町、上之町、櫻町、楠上町、花宮町が新たに設けられた。
| 自治体名     | 人口（人） | 世帯数（世帯） | 面積(km2) | 人口密度（人/km2） | 首長     |
| ------------ | ---------- | -------------- | --------- | ------------------ | -------- |
| 香川郡栗林村 | 7,574      | 1,654          | 1.94      | 3,904.1            | 井上正義 |
| 高松市       | 54,825     | 12,649         | 7.85      | 6,984.1            | 佐野久宣 |
| 新高松市     | 62,399     | 14,303         | 9.79      | 6,373.7            | 佐野久宣 |

## 昭和時代
昭和に入り、1928年（昭和3年）高松市主催の全国産業博覧会の開催や、1934年（昭和9年）瀬戸内海国立公園の指定、1940年（昭和15年）高松市と周辺5町村との合併（第4次合併）などで高松市の規模は拡大した。その一方で1931年（昭和6年）の満州事変に始まる日本の戦争色は更に濃くなっていった。高松でも次第に言論統制が強められていき、1933年（昭和8年）には左翼主義者が一斉に検挙される「高松八・三・三事件」が起こった。1941年（昭和16年）、日本は第二次世界大戦に参戦し、太平洋戦争が起こる。1945年（昭和20年）7月4日、米軍による本土攻撃が激しさを増す中、戦禍は高松にも襲来。「高松空襲」では市域の80％が消失し、それまでの歴史や発展の積み重ねは一晩で消滅した。
終戦後、1950年（昭和25年）3月13日には、昭和天皇の戦後巡幸があり、県庁、市役所などに行幸があった。その後、高松は復興し1956年（昭和31年）の周辺15町村との合併（第5次合併）、1966年（昭和41年）の山田町との合併（第6次合併）で高松市の市域は大幅に拡大する。1973年（昭和48年）には「高松砂漠」と呼ばれる大渇水が発生（この時、井戸水をめぐって殺人事件まで発展した）したが、翌1974年（昭和49年）には香川用水が完成し、歴史的に高松の課題であった渇水被害は少なくなった。1955年（昭和30年）の「紫雲丸事故」ではその後の瀬戸大橋建設の気運を高めた。1988年（昭和63年）坂出市に瀬戸大橋は完成し、より安全に本州に渡れるようになり、本州との交流も多くなったが、その一方でそれまで四国の玄関口として発展してきた港町高松は瀬戸大橋開通をピークに、その後のバブル崩壊も相まって成長のペースをゆるめることとなる。

### 第4次合併
この合併は木田郡屋島町、古髙松村、木太村、香川郡太田村、鷺田村の5町を同時に合併するというこれまで高松市が経験したことの無い大規模なものであった。そのため受け入れる側の高松市を始め関係1市5町村は特に慎重な態度で協議に臨んだ。1938年（昭和13年）10月28日それまで個別に打ち合わせをしてきた関係町村の代表者が高松市役所に集まり、第一回合併協議会を開いた。それ以降翌1939年（昭和14年）11月まで10数回の合併協議会を重ねた末、市と町村側の意見が概ねまとまったため、1939年（昭和14年）12月27日に当時の香川県知事、藤岡長敏は関係市町村に対し合併諮問案を送った。合併諮問案を受け取った各市町村は1940年（昭和15年）1月8日それぞれ市町村会を開いて合併を承認する答申の手続きを行い、県会も1月23日の会議で合併に基づく境界変更を議決、県知事から内務大臣、小原直へ合併の許可を願い出た。1940年（昭和15年）1月26日付けで内務大臣（小原が更迭され児玉秀雄）から許可書が届き、2月4日付の県令第85号を以って5町村の高松市への合併を告示した。そして紀元節である1940年（昭和15年）2月11日、1市5町村の合併が実現した。当時の香川新報の見出しには「榮光永遠に輝き歡喜に脈打つ大高松」とあり、当時のこの合併に懸ける期待がいかに大きかったかわかる。
旧町村の地域には以下の町名が設定された。
旧屋島町地区（3町）
屋島東町、屋島中町、屋島西町
旧古髙松村地区（3町）
高松町、春日町、新田町
旧木太村地区（1町）
木太町
旧鷺田村地区（12町）
室町、室新町、紙町、三條町、西春日町、東ハゼ町、西ハゼ町、田村町、上天神町、勅使町、松竝町、峰山町
旧太田村地区（7町）
太田上町、太田下町、松繩町、今里町、伏石町、上福岡町、観光町

#### 日本初のカタカナ地名
高松市の第4次合併で新たに設けられた町名のうち、東ハゼ町と西ハゼ町は当初この地区の字名である「櫨（はぜ）」の漢字が当てられる予定であったが、難読であるが故、既に地元でもカタカナ書きでの代用が日常化していた為、7か月間検討した末1940年（昭和15年）9月15日にカタカナでの表示が公示された。全国でも初めての試みであるカタカナ書きの町名は当時の高松市長、冨家政市の判断が大きかった。
| 自治体名     | 人口（人） | 世帯数（世帯） | 面積(km2) | 人口密度（人/km2） | 首長       |
| ------------ | ---------- | -------------- | --------- | ------------------ | ---------- |
| 木田郡屋島町 | 5,508      | 1,153          | 10.41     | 529.1              | 森田惣吉   |
| 古髙松村     | 4,888      | 905            | 12.83     | 381.1              | 上枝英雄   |
| 木太村       | 3,371      | 648            | 5.81      | 580.2              | 葛西作太郎 |
| 香川郡鷺田村 | 7,472      | 1,396          | 8.16      | 915.7              | 内井市太郎 |
| 太田村       | 4,745      | 907            | 6.02      | 788.2              | 加藤甚助   |
| 5町村計      | 25,984     | 5,009          | 43.23     | 601.1              | -          |
| 高松市       | 85,289     | 18,777         | 9.79      | 8,711.8            | 冨家政市   |
| 新高松市     | 111,273    | 23,786         | 53.02     | 2,098.7            | 冨家政市   |

### 行政都市の確立
戦後、太平洋戦争に敗戦した日本は連合国総司令部（GHQ）の統治下に入ることにより、それまでの大日本帝国施政下の統治システムは順次解体された。そして、7年間のGHQ統治時代を経て1952年（昭和27年）4月28日のサンフランシスコ条約の発効により再び独立国となった日本は、新たな国の統治システムとして地方自治体は中央とは独立した個別の団体としてその業務を執行し、中央官庁は地方のブロックごとに出先機関を設置して管内業務を掌握することとした。四国地方では高松市にその出先機関のほとんどが置かれることにより、以後高松市は四国地方の政治・経済の中心都市としての地位を確立することになる。
| 名称                              | 設置年月日     | 所属所管         | 所在地                 | 後身                     |
| --------------------------------- | -------------- | ---------------- | ---------------------- | ------------------------ |
| 四国行刑管区本部                  | 1947年3月28日  | 法務省           | 松島町→丸の内          | 高松矯正管区             |
| 国立療養所高松病院                | 1947年4月1日   | 厚生省           | 新田町                 |                          |
| 香川労働基準局                    | 1947年5月2日   | 労働省           | 桜町→天神前→サンポート | 香川労働局               |
| 高松高等裁判所                    | 1947年5月3日   | 最高裁判所       | 内町→丸の内            |                          |
| 高松高等検察庁                    | 1947年5月3日   | 法務省           | 内町→丸の内            |                          |
| 高松司法事務局                    | 1947年5月3日   | 法務省           | 寿町→丸の内            | 高松法務局               |
| 高松労働基準監督署                | 1947年9月1日   | 労働省           | 天神前                 |                          |
| 高松海上保安部                    | 1948年5月1日   | 運輸省           | 北浜町→朝日新町        |                          |
| 高松家庭裁判所                    | 1949年1月1日   | 最高裁判所       | 内町→丸の内            |                          |
| 高松少年観護所                    | 1949年1月1日   | 法務省           | 松島町→藤塚町          | 高松少年鑑別所           |
| 大阪工業試験所四国支所            | 1949年5月1日   | 商工省           | 花ノ宮町               | 四国工業技術試験所       |
| 高松国税局                        | 1949年6月1日   | 大蔵省           | 天神前                 |                          |
| 高松財政部                        | 1949年6月1日   | 大蔵省           | 五番丁→中野町          | 四国財務局               |
| 高松陸運局                        | 1949年6月1日   | 運輸省           | 観光通→松島町          | 四国運輸局               |
| 高松保護観察所                    | 1950年5月25日  | 法務省           | 中野町→丸の内          |                          |
| 四国地方更生保護委員会            | 1950年5月25日  | 法務省           | 中野町→丸の内          |                          |
| 出入国管理庁高松出張所            | 1951年4月1日   | 法務省           | 松島町→丸の内          | 高松入国管理局           |
| 地理調査所香川県支所              | 1951年7月16日  | 建設省           | 天神前→松島町          | 国土地理院四国地方測量部 |
| 四国公安調査局                    | 1952年7月21日  | 法務省           | 寿町→丸の内            |                          |
| 高松管区監察局                    | 1952年8月1日   | 総理府           | 天神前→松島町          | 四国行政評価支局         |
| 四国管区警察局                    | 1954年7月1日   | 警察庁           | 中野町                 |                          |
| 高松地方簡易保険局                | 1956年3月1日   | 郵政省           | 宮脇町→番町            | 高松簡易保険事務センター |
| 自衛隊香川地方連絡部              | 1956年8月1日   | 防衛庁           | 塩上町                 |                          |
| 四国通商産業局                    | 1956年12月13日 | 通産省           | 五番丁→番町            | 四国経済産業局           |
| 瀬戸内海国立公園 屋島管理官事務所 | 1957年4月1日   | 総理府           | 屋島東町→福岡町        |                          |
| 四国地方建設局                    | 1958年6月1日   | 建設省           | 松島町→福岡町          | 四国地方整備局           |
| 日本専売公社高松地方局            | 1949年6月1日   | 日本専売公社     | 朝日町                 | JT四国支社               |
| 香川電気通信部                    | 1952年6月1日   | 日本電信電話公社 | 三番丁→錦町            | NTT                      |
| 香川総合職業補導所                | 1954年9月1日   | 雇用促進事業団   | 花ノ宮町               |                          |
| 日本国有鉄道四国支社              | 1959年4月8日   | 日本国有鉄道     | 浜ノ町                 | JR四国                   |
| 国民金融公庫高松支所              | 1949年6月1日   | 国民金融公庫     | 磨屋町                 |                          |
| 住宅金融公庫高松支所              | 1950年6月16日  | 住宅金融公庫     | 番町                   | 同四国支店               |
| 中小企業金融公庫高松支店          | 1954年4月1日   | 中小企業金融公庫 | 寿町                   |                          |
| 農林漁業金融公庫高松支所          | 1960年7月1日   | 農林漁業金融公庫 | 番町                   | 同四国支店               |

この他にも四国電力本社の誘致に成功したり、都市銀行の支店設置などが多く行われ、この時期から高松市は四国地方の政治・経済の中心都市として中枢性を高めていった。

### 第5次合併（昭和の大合併）
1945年（昭和20年）7月4日の高松空襲では市街地の約80％が消失。高松市は戦災復興計画を立てるが、戦災後10年間の市街地の急発展は市民の生活圏を高松市の行政圏外へ追いやり、市は市勢の急激な伸びに追いついていない市域の壁を感じていた。復興計画を円滑に進めるには周辺町村の合併が必要不可欠であった。世論においても、合理的な市政の運営と市民生活のゆとりを図るため周辺町村を合併する必要があると認識されて始めていた。また当時高松市は四国の玄関口として特殊な立地条件にあるが、人口は15万人にも満たず、四国の主要都市の中で人口、面積共に最下位であった。前回の合併からも15年近くが経っていたため、この際周辺町村を合併して市域を広げ、名実ともに「四国の玄関」としての高松市を建設するという知識層の思惑などもあったが、それまで合併が実現することは無かった。
しかし1953年（昭和28年）9月1日に公布された市町村合併促進法（いわゆる昭和の大合併）はそれまでの合併構想について公にしてこなかった市の合併への有力な足がかりとなり、1954年（昭和29年）1月9日に高松市役所で開かれた高松地区伝染病院組合協議会の席上、当時の高松市長、國東照太は初めてこの合併問題について言及した。それから高松市を取り巻く周辺町村の協議が行われ、合併促進法や世論の動きなどからこの合併は時間の問題であると思われ始めていた。
その後高松市議会は改選され、改選後の市議会は國東の合併議案の再提案を審議し、独立機関である行政調査特別委員会を設置、合併構想を計画し、先進都市の視察や、世論調査などから合併が適切であるとの結論に達した。そうして合併案は急速に前進し、1956年（昭和31年）4月18日には合併に関する協定事項の成案が決められた。その後も市は関係町村との協議を重ねた結果、1956年（昭和31年）7月28日に前田村、川添村、林村、三谷村と、8月31日までには15町村全ての合併調印を終えた。9月7日には高松市と15町村がそれぞれ一斉に議会を招集し、以って合併認可までの全ての手続きを終了した。
| - 高松市議会:水野員能 - 円座村議会:北川朋一 - 前田村議会:佐藤英夫 - 檀紙村議会:西井茂一 - 川添村議会:神内次三郎 - 川岡村議会:三次義雄 | - 林村議会:大西寅太郎 - 弦打村議会:吉田繁秋 - 三谷村議会:日下栄太郎 - 上笠居村議会:秋山富三郎 - 多肥村議会:安部金助 | - 香西町議会:谷本好太郎 - 仏生山町議会:山本謙三 - 下笠居村議会:福家栄松 - 一宮村議会:中原伊八 - 雌雄島村議会:浜口藤市 |

高松市と関係15町村の合併申請は県、県議会を経て、自治庁の認可を受け、その法的手続きを終えた日から起算して23日目の1956年（昭和31年）9月30日、1市15町村からなる高松市の昭和の大合併が実現した。
15町村の編入という合併は他に類を見ない非常に大規模なものであり、現在に至るまで中国・四国地方ではこの3年前に合併した鳥取市の例しか存在しない。
この合併の際、前回の第4次合併で廃止された各旧町村とともに旧町村域をもってそれぞれ高松市の出先機関である出張所が設置され、またそれぞれ高松市の地区として一般にも認識されるようになった。
1960年代には昭和の大合併で編入された地域の多くで旧町村から引き継がれた中学校が新設統合されたが、校舎建設が間に合わず、1年ほどは前身の中学校を新設校の教場としていた。
旧町村の地域には以下の町名が設定された。
旧前田村地区（3町）
前田東町、前田西町、亀田町
旧川添村地区（3町）
元山町、東山崎町、下田井町
旧林村地区（3町）
林町、上林町、六条町
旧三谷村地区（1町）
三谷町
旧多肥村地区（2町）
多肥上町、多肥下町
旧仏生山町地区（2町）
仏生山町、出作町
旧一宮村地区（4町）
一宮町、三名町、鹿角町、成合町
旧円座村地区（2町）
円座町、西山崎町
旧檀紙村地区（3町）
檀紙町、御厩町、中間町
旧川岡村地区（2町）
岡本町、川部町
旧弦打村地区（3町）
飯田町、鶴市町、郷東町
旧上笠居村地区（1町）
鬼無町
旧香西町地区（5町）
香西本町、香西東町、香西南町、香西西町、香西北町
旧下笠居村地区（5町）
中山町、植松町、生島町、神在川窪町、亀水町
旧雌雄島村地区（2町）
女木町、男木町
| 自治体名     | 人口（人） | 世帯数（世帯） | 面積(km2) | 人口密度（人/km2） | 首長       |
| ------------ | ---------- | -------------- | --------- | ------------------ | ---------- |
| 木田郡前田村 | 4,004      | 768            | 6.00      | 667.3              | 木村文士   |
| 川添村       | 3,899      | 749            | 4.49      | 868.4              | 新田義雄   |
| 林村         | 3,652      | 698            | 5.58      | 654.5              | 宮井政雄   |
| 三谷村       | 3,185      | 597            | 8.53      | 373.4              | 河野平一   |
| 香川郡多肥村 | 3,238      | 615            | 3.96      | 817.7              | 福田専一   |
| 仏生山町     | 5,738      | 1,222          | 2.95      | 1,945.1            | 松下新太郎 |
| 一宮村       | 5,891      | 1,140          | 6.41      | 919.0              | 中西信男   |
| 円座村       | 4,549      | 886            | 5.00      | 910.0              | 高木藤太郎 |
| 檀紙村       | 5,512      | 1,040          | 7.74      | 712.1              | 田山数一   |
| 川岡村       | 3,775      | 724            | 5.40      | 699.1              | 堀川忠一郎 |
| 弦打村       | 4,550      | 916            | 6.99      | 651.0              | 梶清       |
| 上笠居村     | 4,889      | 949            | 6.83      | 715.8              | 神高恒雄   |
| 香西町       | 6,161      | 1,257          | 3.99      | 1,544.1            | 本田忠雄   |
| 下笠居村     | 6,568      | 1,227          | 18.74     | 350.5              | 高橋豊     |
| 雌雄島村     | 2,026      | 438            | 3.93      | 515.5              | 藤本真照   |
| 15町村合計   | 67,677     | 13,244         | 96.54     | 701.0              | -          |
| 高松市       | 147,282    | 34,884         | 53.70     | 2,742.7            | 國東照太   |
| 新高松市     | 214,959    | 48,128         | 150.24    | 1,610.5            | 國東照太   |

※海面の埋立造成や香川郡一宮村大字鹿角地区の一部の編入によって、前回の第四次合併以降から今回の合併にかけての高松市においての面積は0.68km2増加し53.70km2となっている。

### 臨時合併
もともとこの地区、香川郡香川町寺井地区は香川郡大野郷に属し、寺井村という独立した村だった。それが1890年（明治23年）2月に近代村制を施行するにあたり、隣接する大野村と合併し大野村大字寺井となった。それから65年後、高松市の第五次合併のおよそ1年前に大野村は隣接する浅野村、川東村と合併し香川町が新設された。
しかし合併後の寺井地区は香川町の中心部からかなり離れた北部に位置することになり、公共施設、交通機関をはじめ日常生活における繋がりは隣接する一宮村との方が密であった。そのような事情から一宮村の高松市合併論が確実視され始めたのを機に、この寺井地区を香川町から分離し一宮村へ合併する運動が起った。そして香川町議会は寺井地区の一部0.68km2、105世帯の香川町からの分離を認め、1956年（昭和31年）9月5日この寺井地区の一部が一宮村へ編入された。高松市第五次合併で一宮村が高松市と合併する25日前であった。
寺井地区の一部が一宮村へ編入され、一宮村が高松市に合併された後、香川町に残された寺井地区で再び香川町からの分離運動が起った。この時の住民運動は賛成派と反対派双方の激しい対立で、板挟みとなった合併推進委員夫妻が自殺にまで至るという壮絶なものであった。香川町側はこの事態に収拾をつけられず、1958年（昭和33年）4月1日その希望地区0.36km2、68世帯だけを再分割し高松市に編入させた。
これより先に一宮村を合併した高松市は、旧寺井地区に寺井町を新設していたので、後に受け入れた香川町寺井地区もこの寺井町へ組み入れられた。

### 第6次合併
高松市と隣接する山田町は1953年（昭和28年）9月1日に公布された市町村合併促進法、いわゆる昭和の大合併を受けて1955年（昭和30年）4月1日に木田郡川島町・十河村・東植田村・西植田村の1町3村が合併して発足した。その後次第に生活圏を共有する高松市との交流は密になり、高松市との合併案が浮上し始めた。また、山田町には豊富な天然資源があるものの町の財政力では限界があり、その恩恵を受けたい高松市との思惑ともあいまった為、速やかに合併に持っていく必要があるとされた。人口の面においても山田町発足時には1万7183人であった人口は10年後の1965年（昭和40年）には1万4272人に減少、元々人口の少ないこの地域で10年の間に2911人も減少したことは特に学校教育に影を落とし、過疎化が問題視されていた。それを受けて町でも町建設委員会を設置し非公式で過疎化に始まる町の諸問題を研究していた。同じく高松市水道局でも町内にある四箇池の余剰水を高松市の飲料水に当てるべく、四箇池土地改良区との交渉を始めていた。
1964年（昭和39年）1月16日高松市と山田町の首脳部が会談し合併意見について交換、双方とも10名の委員を申し合わせた。10月2日には高松市役所で第一回高松市山田町合併促進研究会が開催され、会則の審議と会長・高松市長國東照太、副会長・高松市助役山口武男、山田町長赤松彰を選出、その後10月9日に高松市側から委員を14名に増員したい旨の申し入れがあり、双方の委員が14名に増員された。1965年（昭和40年）6月14日の第三回合併促進協議会では特例法に基づいた合併協議会へ切り替えるべく市、町の臨時議会を招集し合併協議会規約を議決する申し合わせをし、8月2日に県知事宛に「合併協議会の設置届」を提出、12月15日には高松市役所第六会議室で合併協議会開催にこぎつけた。協議会会長は國東高松市長、副会長は山口高松市助役、赤松山田町長が選任された。翌年1966年（昭和41年）2月8日市役所で開かれた市、町の理事会で、同年度事業予算を打ち合わせ、3月10日に市役所で合併に向けたロードマップを設定、3月中に財産目録の調製、4月中に建設計画の審議、5月に市、町議会で合併を決議し、6月県議会での承認を求めることで一致した。4月25日に高松市役所で開催された合併協議会で合併の期日を決定、建設計画、合併協定書などを承認し、1966年（昭和41年）7月1日山田町を高松市に合併した。高松市にとって昭和最後の合併であった。
当時のこの合併議案の採決を行った議会議長
高松市議会:花崎政美
山田町議会:稲井宇一
高松市との合併に伴い設定された町名
旧大字坂元→川島東町
旧大字高野→川島本町
旧大字上田井→由良町
旧大字西十川→十川西町
旧大字東十川→十川東町
旧大字小村→小村町
旧大字南亀田→亀田南町
旧大字西植田→西植田町
旧大字池田→池田町
旧大字東植田→東植田町
旧大字菅沢→菅沢町
| 自治体名     | 人口（人） | 世帯数（世帯） | 面積(km2) | 人口密度（人/km2） | 首長     |
| ------------ | ---------- | -------------- | --------- | ------------------ | -------- |
| 木田郡山田町 | 14,272     | 3,070          | 40.86     | 349.3              | 赤松彰   |
| 高松市       | 243,444    | 64,694         | 152.20    | 1,599.5            | 國東照太 |
| 新高松市     | 257,716    | 67,764         | 193.06    | 1,334.9            | 國東照太 |

## 平成時代
有史以降一貫して増加してきた高松の人口は他の地方都市と同様増加ペースはゆるやかになった。平成に入ってからは1989年（平成元年）の新高松空港の開港や、四国横断自動車道の高松順延などのインフラが整備された。これらを含めた交通機関の発達は大都市への所要時間を短縮させ、高松にあった支店・支社の閉鎖や他都市への統合によるストロー現象が始まった。しかしながら高松市にはまだ四国を統轄する機関が多くあり、「サンポート高松」や「丸亀町商店街再開発事業」など大規模再開発で高松の中核管理機能を確固たるものにしようとしている。

### 平成の高松砂漠
1994年（平成6年）7月、前年の冷夏長雨とは打って変わって少雨猛暑が続き、早明浦ダムが貯水率0%になった。このため高松は19年ぶりの大渇水に見舞われた。県内全域で夜間断水や時間給水に見舞われ、高松市内も午後3時から9時までの時間給水となり、市民生活に多大な影響を及ぼした。
その後もほぼ毎年のように渇水問題は続いている。今のところ1994年（平成6年）の状態にまで至ったケースはないものの、2005年（平成17年）8月19日と9月1日に貯水率0%となったが発電用の貯水を緊急放流することが決まり断水を回避することができた（9月6日に台風14号による大雨で満水まで回復）。2008年8月31日にも貯水率0%となり、同様の対応がおこなわれた。三豊市に大規模な調整池・宝山湖（ほうざんこ）を建設し、2009年（平成21年）完成・供給開始した。2013年（平成25年）の渇水時に香川用水への送水が実施され、水不足を補った。当時の報道で、満水状態の宝山湖で対応できるのは「1ヶ月弱」とされている。

### 台風7号 （1998年）
1998年（平成10年）9月22日午後一時すぎ和歌山県に上陸して近畿地方を進んだ台風7号の暴風域に入り、高松市では、昭和16年の観測を初めて2番目の記録となる時間雨量66mmを記録した。アメダスの解析雨量では、十一時までの一時間に牟礼町付近で約100mmの降雨があったとみられ、記録的短時間大雨情報を発表した。高松市内を中心に床上・床下浸水が1160棟となり、国道など33カ所が冠水して通行止めとなった。丸亀町のアーケード街にも水があふれた。
琴電は、午前十時半から志度、琴平、長尾の三線とも全区間で運転を休止、志度線は線路の冠水のため午後七時四十分まで運休が続いた。JRは、高徳線で正午から約五時間全区間の運転を見合わせた。高松自動車道のさぬき三木-津田東間が午前十時から午後四時まで全面通行止め。中央通りなど国道、大内町の県道など33カ所が通行止めとなった。

### 台風16号 （2004年）

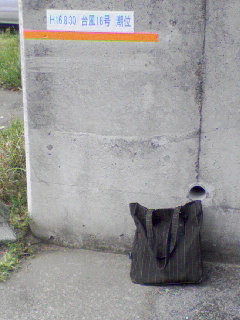
高潮襲来時の潮位を示すライン（高松市内）

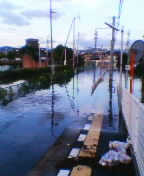
高潮時の琴電沖松島駅状況

2004年（平成16年）8月30日から8月31日にかけて九州・中国地方を通過した台風16号は高松港と宇野港で過去最高の潮位を記録し、高松市では2人の死者、延べ1万5645棟、980haが浸水、浸水による電気ショートで6件の建物火災、24件の車両火災が発生し、1億1000万円の被害を出すという未曾有の高潮被害をもたらした。高松港では22時42分に観測史上最高潮位TP+246cmを記録。この台風によって、高松での最大瞬間風速は8月31日1時の15.5m/s、降水量は47.5mmであるから、風雨は特筆すべき物ではない。被害のほとんどは高潮によるものである。最低海面気圧が978.1hPaを記録し、ちょうどこの時期が大潮の時期であったこと、また満潮の時間が重なったことで、被害が大きくなった。
8月30日16時45分高松地域に大雨洪水警報が発表。21時30分頃から高松市の屋島地区から中心部、下笠居地区にかけて住宅の浸水や道路冠水が発生し、22時10分から床上浸水が始まる。その後22時から22時40分にかけて被害の想定される地域に相次いで避難勧告が発令されたが、この時、後に最悪の被害を出すことになった福岡町や松島町周辺には避難勧告が発令されなかった。避難勧告の出された瀬戸内町では指定避難場所の日新小学校が浸水したため、自宅の二階や付近の店舗などに待機する住民が続出した。同じ頃海水が逆流し水位が上昇した詰田川沿いの木太町では自主避難をする住民もいた。浸水は一部の地区を除き8月31日1時30分頃までには解消に向かっていたが、福岡町など一部の地域では9月1日未明まで冠水したままであり、ゴムボートが出動し自動車が立ち往生したりマンホールから水が噴出す光景がローカルニュースなどで伝えられた。
この台風で高松市内では2人の死者が出た。1人は一人暮らしの83歳の女性で、就寝中に床上20cmまで浸水し溺死した。もう1人は扇町のJR予讃線の下を通過する市道で、浸水したアンダーパスに進入した自動車に乗っていた37歳の男性が溺死した。海水が浸かり塩分の付着によって漏電したことによる建物火災が6件、同じ理由によるショートで発生した車両火災が24件あった。深いところでは人の腰まで浸水したため電気、水道、ガスなどのライフラインに大きな障害が起こり、797戸が停電した。工場の機械、事務所や商店の事務機器、エアコンの室外機、自動販売機などが多数故障したため、一般商店やコンビニ、スーパーでは営業できなくなった店舗も多い。中央通りやさぬき浜街道沿いの樹木は倒木あるいは海水によって落葉した。
公共施設・店舗の被害
- 香川銀行、百十四銀行、高松信用金庫
9支店・出張所で営業停止、11箇所のATMが故障。特に百十四銀行松福出張所は建て替えにまで至った（建て替え完成と同時に支店に昇格）。
- 高松西社会保険事務所
オンラインシステムが停止し、年金相談業務などができず。
- サンクス・ローソン・ファミリーマートなどコンビニエンスストア
海や河川の下流付近周辺の店舗で被害が多く、陳列棚下部の商品が全滅し、倉庫内にあった商品もすべて浸水、パソコンが水に浸かり商品管理も不能に。また電気系統のショートなどで冷蔵棚もストップし、弁当を含めた生物の食料品、飲料品も全滅。陳列棚上段を中心とした商品だけ販売した（パソコン・レジが故障しているところでは電卓やメモをするなどで対処）。丸1日営業がストップした店舗もあれば再開まで数日かかった店舗もあった。一部（高松市総合体育館前のローソン店舗等）ではそのまま廃業に至った店舗もある。
- 高松サティ（現・イオン高松東店）
1F部分が浸水したため8月31日は臨時休業となった。
- 近畿日本ツーリスト高松支店
地下の電源施設が浸水し、宿泊施設を検索するパソコンや電話がその後1週間にわたり使用不能に。
- 高松ステーションホテル
1階喫茶店の冷蔵庫と冷凍庫6台が使用不能になり、リースで手当てし、その後厨房の消毒が終わるまで営業不能に。
- 高松石油本町給油所
ブレーカーが漏電し、パソコンや給油機が使えず8月31日と9月1日休業。
- ゲオミラクルタウンII（キョーエイ松島店）
駐車場とゲームセンターだった1階部分が冠水し、そのまま廃業に追い込まれた。この結果、キョーエイは当時の高松市域から店舗が消滅し、また24時間営業のスーパーマーケットも高松市内から一時消えた（その後岡山資本の24時間スーパーが市郊外などに進出している）。跡地は2011年現在、立て替えられて総合アミューズメント施設のラウンドワンとなっている。
- 高松中央卸売市場
8月30日22時30分頃に流入した海水によって入荷していた野菜が水浸しになり、8月31日朝までに水はほぼ引いたものの青果の競りの開始が約1時間遅れ、取扱量は青果が通常の1/2、水産が1/3に。
- 高松市図書館
1階の約7割が数cm浸水し、地下2階の書庫に排水溝から海水が流入したが、蔵書の被害は小規模であり、8月31日と9月1日休館。
- 香川県視覚障害者福祉センター
引越し準備で箱詰めされた点字図書約4万冊が水浸しに。
- 高松競輪場
事務所、電気施設、バンクが浸水し8月31日に予定されていた場外車券の発売を中止。バンクが浸水したのは開設以来初のこと。
- 香川県県民ホール
北館が3日間使用不能に。
- 香川県立弓道館
弓道場が冠水。
- 高松市立小学校20校、中学校6校
松島小、日新小、城内中は床上まで浸水。

最も浸水高が大きく、浸水時間が長かった福岡町、松島町一帯は江戸時代から干拓や埋め立てによって陸地化した地区である。もともと地盤高が満潮時の海面よりも低いいわゆる海抜ゼロメートル地帯であって、自然排水が困難な地区であった。そのためこの地区の排水は高松市福岡ポンプ場に依存していた。今回の高潮でこのポンプ場の排水能力（雨水排水ポンプ383m3/分、汚水送水用ポンプ158m3/分）を超えたことが30時間以上による浸水を招いた。
半分近くの被災者が実際に水が浸入してきてから高潮の発生に気づいた。避難勧告については特に被害の大きかった福岡町、松島町地区には一切発令されなかった。現場に派遣された高松市職員による確認や、市民からの通報に頼り、明確な発令基準も無い市の避難勧告システムの弊害が被害を大きくした。既に避難勧告が出された地区でもサイレンなどでの周知は無く、発令をテレビやラジオで知った。そもそも発令された時点ですでに広報車が通行できないほど道路が浸水していたり、電話などのライフラインが切断されたりしていたため、高松市の勧告における対応の遅さが批判された。このことから、およそ1週間後に襲来した台風18号では被害こそ少なかったものの、早急な避難勧告が広範囲にわたって発令された。
台風16号による避難勧告
- 22:00
北浜町、城東町、香西本町
- 22:30
寿町
- 22:35
屋島西町、生島町
- 22:40
浜ノ町、瀬戸内町

この高潮被害では高松以外にもその他香川県の沿岸部一帯、岡山県、広島県など瀬戸内海沿岸で軒並み未曾有の被害を出したが、その割に全国ニュースでは昼前の枠こそトップニュースで伝えられたものの、夕方枠以降はヘッドラインに載る程度で詳しく伝えられることはほとんどなく、首都圏以外の出来事には無関心といわれる在京メディアの東京偏向報道が露呈した。

## 行政
|          | 氏名       | 就任       | 退任      | 在任期間       | 区分 | 選挙   | 対立候補                        | 備考                                                                                 |
| -------- | ---------- | ---------- | --------- | -------------- | ---- | ------ | ------------------------------- | ------------------------------------------------------------------------------------ |
| 初代     | 赤松渡     | 1890年5月  | 1896年5月 | 6年            | 官選 | -      | -                               |                                                                                      |
| 第2代    | 小田知周   | 1896年5月  | 1908年5月 | 12年           | 官選 | -      | -                               |                                                                                      |
| 第3代    | 鈴木幾次郎 | 1908年5月  | 1914年5月 | 6年            | 官選 | -      | -                               |                                                                                      |
| 第4代    | 逸見常太郎 | 1914年6月  | 1916年2月 | 1年8か月       | 官選 | -      | -                               |                                                                                      |
| 第5代    | 藤本充安   | 1917年2月  | 1919年1月 | 1年9か月       | 官選 | -      | -                               |                                                                                      |
| 職務管掌 | 大野緑一郎 | 1919年3月  | 1919年5月 | 2か月          | 官選 | -      | -                               | 市長不在のため県から派遣                                                             |
| 第6代    | 坂田幹太   | 1919年5月  | 1920年5月 | 1年            | 官選 | -      | -                               |                                                                                      |
| 第7代    | 佐野久宣   | 1920年10月 | 1924年4月 | 4年4か月       | 官選 | -      | -                               |                                                                                      |
| 第8代    | 石原留吉   | 1924年9月  | 1928年9月 | 4年            | 官選 | -      | -                               |                                                                                      |
| 第9代    | 松原權四郎 | 1929年1月  | 1933年1月 | 4年            | 官選 | -      | -                               |                                                                                      |
| 第10代   | 冨家政市   | 1934年5月  | 1942年5月 | 8年            | 官選 | -      | -                               |                                                                                      |
| 第11代   | 鈴木義伸   | 1942年7月  | 1946年1月 | 3年6か月       | 官選 | -      | -                               |                                                                                      |
| 第12代   | 國東照太   | 1946年3月  | 1967年5月 | 21年2か月      | 官選 | -      | -                               | 最初の1年間は官選、それ以降は民選。                                                  |
| 第12代   | 國東照太   | 1946年3月  | 1967年5月 | 21年2か月      | 公選 | 1947年 |                                 | 最初の1年間は官選、それ以降は民選。                                                  |
| 第12代   | 國東照太   | 1946年3月  | 1967年5月 | 21年2か月      | 公選 | 1951年 |                                 | 最初の1年間は官選、それ以降は民選。                                                  |
| 第12代   | 國東照太   | 1946年3月  | 1967年5月 | 21年2か月      | 公選 | 1955年 |                                 | 最初の1年間は官選、それ以降は民選。                                                  |
| 第12代   | 國東照太   | 1946年3月  | 1967年5月 | 21年2か月      | 公選 | 1959年 |                                 | 最初の1年間は官選、それ以降は民選。                                                  |
| 第12代   | 國東照太   | 1946年3月  | 1967年5月 | 21年2か月      | 公選 | 1963年 |                                 | 最初の1年間は官選、それ以降は民選。                                                  |
| 第13代   | 三宅徳三郎 | 1967年5月  | 1971年5月 | 4年            | 公選 | 1967年 |                                 |                                                                                      |
| 第14代   | 脇信男     | 1971年5月  | 1995年5月 | 24年           | 公選 | 1971年 | 鎌田道海（無） 広瀬実（自）     |                                                                                      |
| 第14代   | 脇信男     | 1971年5月  | 1995年5月 | 24年           | 公選 | 1975年 | 鹿島ひでき（無）                |                                                                                      |
| 第14代   | 脇信男     | 1971年5月  | 1995年5月 | 24年           | 公選 | 1979年 | 鹿島ひでき（無）                |                                                                                      |
| 第14代   | 脇信男     | 1971年5月  | 1995年5月 | 24年           | 公選 | 1983年 | 鹿島ひでき（無） 太田英章（無） |                                                                                      |
| 第14代   | 脇信男     | 1971年5月  | 1995年5月 | 24年           | 公選 | 1987年 | 鹿島ひでき（無） 太田英章（無） |                                                                                      |
| 第14代   | 脇信男     | 1971年5月  | 1995年5月 | 24年           | 公選 | 1991年 | 太田英章（無）                  |                                                                                      |
| 第15代   | 増田昌三   | 1995年5月  | 2007年5月 | 12年           | 公選 | 1995年 | 藤本哲夫 鹿島ひでき 太田英明    |                                                                                      |
| 第15代   | 増田昌三   | 1995年5月  | 2007年5月 | 12年           | 公選 | 1999年 | 無投票                          |                                                                                      |
| 第15代   | 増田昌三   | 1995年5月  | 2007年5月 | 12年           | 公選 | 2003年 | 仲亀昌身（無）                  |                                                                                      |
| 第16代   | 大西秀人   | 2007年5月  |           |                | 公選 | 2007年 | 無投票                          | 1期目〜2期目は無投票当選 3期目の得票率は83.1% 4期目は無投票当選 5期目の得票率は63.2% |
| 第16代   | 大西秀人   | 2007年5月  | 2011年    | 無投票         | 公選 |        |                                 | 1期目〜2期目は無投票当選 3期目の得票率は83.1% 4期目は無投票当選 5期目の得票率は63.2% |
| 第16代   | 大西秀人   | 2007年5月  | 2015年    | 多田久幸（無） | 公選 |        |                                 | 1期目〜2期目は無投票当選 3期目の得票率は83.1% 4期目は無投票当選 5期目の得票率は63.2% |
| 第16代   | 大西秀人   | 2007年5月  | 2019年    | 無投票         | 公選 |        |                                 | 1期目〜2期目は無投票当選 3期目の得票率は83.1% 4期目は無投票当選 5期目の得票率は63.2% |
| 第16代   | 大西秀人   | 2007年5月  | 2023年    | 難波博司（無） | 公選 |        |                                 | 1期目〜2期目は無投票当選 3期目の得票率は83.1% 4期目は無投票当選 5期目の得票率は63.2% |

### 市域の変遷
| 郡     | 明治23年以前   | 明治23年 2月15日             | 明治32年3月16日 - 大正15年        | 明治32年3月16日 - 大正15年        | 昭和元年 - 昭和19年          | 昭和元年 - 昭和19年           | 昭和20年 - 昭和29年          | 昭和20年 - 昭和29年          | 昭和30年 - 昭和63年          | 昭和30年 - 昭和63年           | 平成元年 - 現在              | 現在   |
| ------ | -------------- | ---------------------------- | --------------------------------- | --------------------------------- | ---------------------------- | ----------------------------- | ---------------------------- | ---------------------------- | ---------------------------- | ----------------------------- | ---------------------------- | ------ |
| 木田郡 | 牟禮村         | 牟禮村                       | 牟禮村                            | 牟禮村                            | 牟禮村                       | 牟禮村                        | 牟礼村                       | 牟礼村                       | 昭和37年1月1日 町制          | 昭和37年1月1日 町制           | 平成18年1月10日 高松市に編入 | 高松市 |
| 木田郡 | 大町村         |                              | 牟禮村                            | 牟禮村                            | 牟禮村                       | 牟禮村                        | 牟礼村                       | 牟礼村                       | 昭和37年1月1日 町制          | 昭和37年1月1日 町制           | 平成18年1月10日 高松市に編入 | 高松市 |
| 木田郡 | 原村           |                              | 牟禮村                            | 牟禮村                            | 牟禮村                       | 牟禮村                        | 牟礼村                       | 牟礼村                       | 昭和37年1月1日 町制          | 昭和37年1月1日 町制           | 平成18年1月10日 高松市に編入 | 高松市 |
| 木田郡 | 庵治村         | 庵治村                       | 庵治村                            | 庵治村                            | 庵治村                       | 庵治村                        | 庵治村                       | 庵治村                       | 昭和43年4月1日 町制          | 昭和43年4月1日 町制           | 平成18年1月10日 高松市に編入 | 高松市 |
| 木田郡 | 西十川村       | 西十川村                     | 十河村                            | 十河村                            | 十河村                       | 十河村                        | 十河村                       | 十河村                       | 昭和30年4月1日 山田町        | 昭和41年7月1日 高松市に編入   | 高松市                       | 高松市 |
| 木田郡 | 東十川村       |                              | 十河村                            | 十河村                            | 十河村                       | 十河村                        | 十河村                       | 十河村                       | 昭和30年4月1日 山田町        | 昭和41年7月1日 高松市に編入   | 高松市                       | 高松市 |
| 木田郡 | 小村村         |                              | 十河村                            | 十河村                            | 十河村                       | 十河村                        | 十河村                       | 十河村                       | 昭和30年4月1日 山田町        | 昭和41年7月1日 高松市に編入   | 高松市                       | 高松市 |
| 木田郡 | 南龜田村       |                              | 十河村                            | 十河村                            | 十河村                       | 十河村                        | 十河村                       | 十河村                       | 昭和30年4月1日 山田町        | 昭和41年7月1日 高松市に編入   | 高松市                       | 高松市 |
| 木田郡 | 東植田村       | 東植田村                     | 東植田村                          | 東植田村                          | 東植田村                     | 東植田村                      | 東植田村                     | 東植田村                     | 昭和30年4月1日 山田町        | 昭和41年7月1日 高松市に編入   | 高松市                       | 高松市 |
| 木田郡 | 菅澤村         |                              | 東植田村                          | 東植田村                          | 東植田村                     | 東植田村                      | 東植田村                     | 東植田村                     | 昭和30年4月1日 山田町        | 昭和41年7月1日 高松市に編入   | 高松市                       | 高松市 |
| 木田郡 | 西植田村       | 西植田村                     | 西植田村                          | 西植田村                          | 西植田村                     | 西植田村                      | 西植田村                     | 西植田村                     | 昭和30年4月1日 山田町        | 昭和41年7月1日 高松市に編入   | 高松市                       | 高松市 |
| 木田郡 | 池田村         |                              | 西植田村                          | 西植田村                          | 西植田村                     | 西植田村                      | 西植田村                     | 西植田村                     | 昭和30年4月1日 山田町        | 昭和41年7月1日 高松市に編入   | 高松市                       | 高松市 |
| 木田郡 | 坂元村         | 坂元村                       | 坂ノ上村                          | 大正11年4月1日 町制改称 川島町    | 川島町                       | 川島町                        | 川島町                       | 川島町                       | 昭和30年4月1日 山田町        | 昭和41年7月1日 高松市に編入   | 高松市                       | 高松市 |
| 木田郡 | 上田井村       |                              | 坂ノ上村                          | 大正11年4月1日 町制改称 川島町    | 川島町                       | 川島町                        | 川島町                       | 川島町                       | 昭和30年4月1日 山田町        | 昭和41年7月1日 高松市に編入   | 高松市                       | 高松市 |
| 木田郡 | 高野村         |                              | 坂ノ上村                          | 大正11年4月1日 町制改称 川島町    | 川島町                       | 川島町                        | 川島町                       | 川島町                       | 昭和30年4月1日 山田町        | 昭和41年7月1日 高松市に編入   | 高松市                       | 高松市 |
| 木田郡 | 三谷村         | 三谷村                       | 三谷村                            | 三谷村                            | 三谷村                       | 三谷村                        | 昭和31年9月30日 高松市に編入 | 昭和31年9月30日 高松市に編入 |                              |                               | 高松市                       | 高松市 |
| 木田郡 | 三谷村         | 三谷村                       | 三谷村                            | 三谷村                            | 三谷村                       | 三谷村                        | 昭和31年9月30日 高松市に編入 | 昭和31年9月30日 高松市に編入 | 三谷村                       | 三谷村                        | 高松市                       | 高松市 |
| 木田郡 | 下林村         | 下林村                       | 林村                              | 林村                              | 林村                         | 林村                          | 昭和31年9月30日 高松市に編入 | 昭和31年9月30日 高松市に編入 | 林村                         | 林村                          | 高松市                       | 高松市 |
| 木田郡 | 上林村         |                              | 林村                              | 林村                              | 林村                         | 林村                          | 昭和31年9月30日 高松市に編入 | 昭和31年9月30日 高松市に編入 | 林村                         | 林村                          | 高松市                       | 高松市 |
| 木田郡 | 六條村         |                              | 林村                              | 林村                              | 林村                         | 林村                          | 昭和31年9月30日 高松市に編入 | 昭和31年9月30日 高松市に編入 | 林村                         | 林村                          | 高松市                       | 高松市 |
| 木田郡 | 元山村         | 元山村                       | 川添村                            | 川添村                            | 川添村                       | 川添村                        | 昭和31年9月30日 高松市に編入 | 昭和31年9月30日 高松市に編入 | 川添村                       | 川添村                        | 高松市                       | 高松市 |
| 木田郡 | 山崎村         |                              | 川添村                            | 川添村                            | 川添村                       | 川添村                        | 昭和31年9月30日 高松市に編入 | 昭和31年9月30日 高松市に編入 | 川添村                       | 川添村                        | 高松市                       | 高松市 |
| 木田郡 | 下田井村       |                              | 川添村                            | 川添村                            | 川添村                       | 川添村                        | 昭和31年9月30日 高松市に編入 | 昭和31年9月30日 高松市に編入 | 川添村                       | 川添村                        | 高松市                       | 高松市 |
| 木田郡 | 東前田村       | 東前田村                     | 前田村                            | 前田村                            | 前田村                       | 前田村                        | 昭和31年9月30日 高松市に編入 | 昭和31年9月30日 高松市に編入 | 前田村                       | 前田村                        | 高松市                       | 高松市 |
| 木田郡 | 西前田村       |                              | 前田村                            | 前田村                            | 前田村                       | 前田村                        | 昭和31年9月30日 高松市に編入 | 昭和31年9月30日 高松市に編入 | 前田村                       | 前田村                        | 高松市                       | 高松市 |
| 木田郡 | 北龜田村       |                              | 前田村                            | 前田村                            | 前田村                       | 前田村                        | 昭和31年9月30日 高松市に編入 | 昭和31年9月30日 高松市に編入 | 前田村                       | 前田村                        | 高松市                       | 高松市 |
| 木田郡 | 東潟元村       | 東潟元村                     | 潟元村                            | 大正9年1月1日 改称 屋島村         | 昭和8年 4月1日 町制          | 昭和15年 2月11日 高松市に編入 | 高松市                       | 高松市                       | 高松市                       | 高松市                        | 高松市                       | 高松市 |
| 木田郡 | 西潟元村       |                              | 潟元村                            | 大正9年1月1日 改称 屋島村         | 昭和8年 4月1日 町制          | 昭和15年 2月11日 高松市に編入 | 高松市                       | 高松市                       | 高松市                       | 高松市                        | 高松市                       | 高松市 |
| 木田郡 | 屋嶋村         |                              | 潟元村                            | 大正9年1月1日 改称 屋島村         | 昭和8年 4月1日 町制          | 昭和15年 2月11日 高松市に編入 | 高松市                       | 高松市                       | 高松市                       | 高松市                        | 高松市                       | 高松市 |
| 木田郡 | 古高松村       | 古高松村                     | 古高松村                          | 古高松村                          | 古高松村                     | 昭和15年 2月11日 高松市に編入 | 高松市                       | 高松市                       | 高松市                       | 高松市                        | 高松市                       | 高松市 |
| 木田郡 | 春日村         |                              | 古高松村                          | 古高松村                          | 古高松村                     | 昭和15年 2月11日 高松市に編入 | 高松市                       | 高松市                       | 高松市                       | 高松市                        | 高松市                       | 高松市 |
| 木田郡 | 新田村         |                              | 古高松村                          | 古高松村                          | 古高松村                     | 昭和15年 2月11日 高松市に編入 | 高松市                       | 高松市                       | 高松市                       | 高松市                        | 高松市                       | 高松市 |
| 木田郡 | 木太村         | 木太村                       | 木太村                            | 木太村                            | 木太村                       | 昭和15年 2月11日 高松市に編入 | 高松市                       | 高松市                       | 高松市                       | 高松市                        | 高松市                       | 高松市 |
| 香川郡 | 髙松           | 髙松市                       | 髙松市                            | 髙松市                            | 髙松市                       | 髙松市                        | 高松市                       | 高松市                       | 高松市                       | 高松市                        | 高松市                       | 高松市 |
| 香川郡 | 東浜村の一部   | 髙松市                       | 髙松市                            | 髙松市                            | 髙松市                       | 髙松市                        | 高松市                       | 高松市                       | 高松市                       | 高松市                        | 高松市                       | 高松市 |
| 香川郡 | 中ノ村         | 髙松市                       | 髙松市                            | 髙松市                            | 髙松市                       | 髙松市                        | 高松市                       | 高松市                       | 高松市                       | 高松市                        | 高松市                       | 高松市 |
| 香川郡 | 栗林村         | 大正10年11月1日 髙松市に編入 | 大正10年11月1日 髙松市に編入      |                                   | 髙松市                       | 髙松市                        | 高松市                       | 高松市                       | 高松市                       | 高松市                        | 高松市                       | 高松市 |
| 香川郡 | 栗林村         | 大正10年11月1日 髙松市に編入 | 大正10年11月1日 髙松市に編入      | 藤塚町                            | 髙松市                       | 髙松市                        | 高松市                       | 高松市                       | 高松市                       | 高松市                        | 高松市                       | 高松市 |
| 香川郡 | 栗林村         | 大正10年11月1日 髙松市に編入 | 大正10年11月1日 髙松市に編入      | 上ノ村                            | 髙松市                       | 髙松市                        | 高松市                       | 高松市                       | 高松市                       | 高松市                        | 高松市                       | 高松市 |
| 香川郡 | 宮脇村         | 宮脇村                       | 大正3年5月1日 髙松市に編入        | 大正3年5月1日 髙松市に編入        | 髙松市                       | 髙松市                        | 高松市                       | 高松市                       | 高松市                       | 高松市                        | 高松市                       | 高松市 |
| 香川郡 | 西浜村         | 宮脇村                       | 大正3年5月1日 髙松市に編入        | 大正3年5月1日 髙松市に編入        | 髙松市                       | 髙松市                        | 高松市                       | 高松市                       | 高松市                       | 高松市                        | 高松市                       | 高松市 |
| 香川郡 | 東浜村         | 東浜村                       | 大正10年1月1日 髙松市に編入       | 大正10年1月1日 髙松市に編入       | 髙松市                       | 髙松市                        | 高松市                       | 高松市                       | 高松市                       | 高松市                        | 高松市                       | 高松市 |
| 香川郡 | 福岡下村       | 東浜村                       | 大正10年1月1日 髙松市に編入       | 大正10年1月1日 髙松市に編入       | 髙松市                       | 髙松市                        | 高松市                       | 高松市                       | 高松市                       | 高松市                        | 高松市                       | 高松市 |
| 香川郡 | 坂田村         | 鷺田村                       | 鷺田村                            | 鷺田村                            | 昭和15年2月11日 髙松市に編入 | 昭和15年2月11日 髙松市に編入  | 高松市                       | 高松市                       | 高松市                       | 高松市                        | 高松市                       | 高松市 |
| 香川郡 | 勅使村         | 鷺田村                       | 鷺田村                            | 鷺田村                            | 昭和15年2月11日 髙松市に編入 | 昭和15年2月11日 髙松市に編入  | 高松市                       | 高松市                       | 高松市                       | 高松市                        | 高松市                       | 高松市 |
| 香川郡 | 馬場村         | 鷺田村                       | 鷺田村                            | 鷺田村                            | 昭和15年2月11日 髙松市に編入 | 昭和15年2月11日 髙松市に編入  | 高松市                       | 高松市                       | 高松市                       | 高松市                        | 高松市                       | 高松市 |
| 香川郡 | 萬藏村         | 鷺田村                       | 鷺田村                            | 鷺田村                            | 昭和15年2月11日 髙松市に編入 | 昭和15年2月11日 髙松市に編入  | 高松市                       | 高松市                       | 高松市                       | 高松市                        | 高松市                       | 高松市 |
| 香川郡 | 沖村           | 鷺田村                       | 鷺田村                            | 鷺田村                            | 昭和15年2月11日 髙松市に編入 | 昭和15年2月11日 髙松市に編入  | 高松市                       | 高松市                       | 高松市                       | 高松市                        | 高松市                       | 高松市 |
| 香川郡 | 太田村         | 太田村                       | 太田村                            | 太田村                            | 昭和15年2月11日 髙松市に編入 | 昭和15年2月11日 髙松市に編入  | 高松市                       | 高松市                       | 高松市                       | 高松市                        | 高松市                       | 高松市 |
| 香川郡 | 伏石村         | 太田村                       | 太田村                            | 太田村                            | 昭和15年2月11日 髙松市に編入 | 昭和15年2月11日 髙松市に編入  | 高松市                       | 高松市                       | 高松市                       | 高松市                        | 高松市                       | 高松市 |
| 香川郡 | 松繩村         | 太田村                       | 太田村                            | 太田村                            | 昭和15年2月11日 髙松市に編入 | 昭和15年2月11日 髙松市に編入  | 高松市                       | 高松市                       | 高松市                       | 高松市                        | 高松市                       | 高松市 |
| 香川郡 | 福岡上村       | 太田村                       | 太田村                            | 太田村                            | 昭和15年2月11日 髙松市に編入 | 昭和15年2月11日 髙松市に編入  | 高松市                       | 高松市                       | 高松市                       | 高松市                        | 高松市                       | 高松市 |
| 香川郡 | 今里村         | 太田村                       | 太田村                            | 太田村                            | 昭和15年2月11日 髙松市に編入 | 昭和15年2月11日 髙松市に編入  | 高松市                       | 高松市                       | 高松市                       | 高松市                        | 高松市                       | 高松市 |
| 香川郡 | 鶴市村         | 弦打村                       | 弦打村                            | 弦打村                            | 弦打村                       | 弦打村                        | 弦打村                       | 弦打村                       | 昭和31年9月30日 高松市に編入 | 昭和31年9月30日 高松市に編入  | 高松市                       | 高松市 |
| 香川郡 | 飯田村         | 弦打村                       | 弦打村                            | 弦打村                            | 弦打村                       | 弦打村                        | 弦打村                       | 弦打村                       | 昭和31年9月30日 高松市に編入 | 昭和31年9月30日 高松市に編入  | 高松市                       | 高松市 |
| 香川郡 | 郷東村         | 弦打村                       | 弦打村                            | 弦打村                            | 弦打村                       | 弦打村                        | 弦打村                       | 弦打村                       | 昭和31年9月30日 高松市に編入 | 昭和31年9月30日 高松市に編入  | 高松市                       | 高松市 |
| 香川郡 | 上笠居村       | 上笠居村                     | 上笠居村                          | 上笠居村                          | 上笠居村                     | 上笠居村                      | 上笠居村                     | 上笠居村                     | 昭和31年9月30日 高松市に編入 | 昭和31年9月30日 高松市に編入  | 高松市                       | 高松市 |
| 香川郡 | 中笠居村       | 中笠居村                     | 大正4年2月11日 町制改称 香西町    | 大正4年2月11日 町制改称 香西町    | 香西町                       | 香西町                        | 香西町                       | 香西町                       | 昭和31年9月30日 高松市に編入 | 昭和31年9月30日 高松市に編入  | 高松市                       | 高松市 |
| 香川郡 | 下笠居村       | 下笠居村                     | 下笠居村                          | 下笠居村                          | 下笠居村                     | 下笠居村                      | 下笠居村                     | 下笠居村                     | 昭和31年9月30日 高松市に編入 | 昭和31年9月30日 高松市に編入  | 高松市                       | 高松市 |
| 香川郡 | 檀紙村         | 檀紙村                       | 檀紙村                            | 檀紙村                            | 檀紙村                       | 檀紙村                        | 檀紙村                       | 檀紙村                       | 昭和31年9月30日 高松市に編入 | 昭和31年9月30日 高松市に編入  | 高松市                       | 高松市 |
| 香川郡 | 御厩村         | 檀紙村                       | 檀紙村                            | 檀紙村                            | 檀紙村                       | 檀紙村                        | 檀紙村                       | 檀紙村                       | 昭和31年9月30日 高松市に編入 | 昭和31年9月30日 高松市に編入  | 高松市                       | 高松市 |
| 香川郡 | 中間村         | 檀紙村                       | 檀紙村                            | 檀紙村                            | 檀紙村                       | 檀紙村                        | 檀紙村                       | 檀紙村                       | 昭和31年9月30日 高松市に編入 | 昭和31年9月30日 高松市に編入  | 高松市                       | 高松市 |
| 香川郡 | 百相村         | 百相村                       | 明治31年2月11日 町制改称 佛生山町 | 明治31年2月11日 町制改称 佛生山町 | 佛生山町                     | 佛生山町                      | 仏生山町                     | 仏生山町                     | 昭和31年9月30日 高松市に編入 | 昭和31年9月30日 高松市に編入  | 高松市                       | 高松市 |
| 香川郡 | 出作村         | 百相村                       | 明治31年2月11日 町制改称 佛生山町 | 明治31年2月11日 町制改称 佛生山町 | 佛生山町                     | 佛生山町                      | 仏生山町                     | 仏生山町                     | 昭和31年9月30日 高松市に編入 | 昭和31年9月30日 高松市に編入  | 高松市                       | 高松市 |
| 香川郡 | 多肥村         | 多肥村                       | 多肥村                            | 多肥村                            | 多肥村                       | 多肥村                        | 多肥村                       |                              | 昭和31年9月30日 高松市に編入 | 昭和31年9月30日 高松市に編入  | 高松市                       | 高松市 |
| 香川郡 | 多肥村         | 多肥村                       | 多肥村                            | 多肥村                            | 多肥村                       | 多肥村                        | 多肥村                       | 下多肥村                     | 昭和31年9月30日 高松市に編入 | 昭和31年9月30日 高松市に編入  | 高松市                       | 高松市 |
| 香川郡 | 多肥村         | 多肥村                       | 多肥村                            | 多肥村                            | 多肥村                       | 多肥村                        | 多肥村                       | 上多肥村                     | 昭和31年9月30日 高松市に編入 | 昭和31年9月30日 高松市に編入  | 高松市                       | 高松市 |
| 香川郡 | 一宮村         | 一宮村                       | 一宮村                            | 一宮村                            | 一宮村                       | 一宮村                        | 一宮村                       | 一宮村                       | 昭和31年9月30日 高松市に編入 | 昭和31年9月30日 高松市に編入  | 高松市                       | 高松市 |
| 香川郡 | 三名村         | 一宮村                       | 一宮村                            | 一宮村                            | 一宮村                       | 一宮村                        | 一宮村                       | 一宮村                       | 昭和31年9月30日 高松市に編入 | 昭和31年9月30日 高松市に編入  | 高松市                       | 高松市 |
| 香川郡 | 鹿角村         | 一宮村                       | 一宮村                            | 一宮村                            | 一宮村                       | 一宮村                        | 一宮村                       | 一宮村                       | 昭和31年9月30日 高松市に編入 | 昭和31年9月30日 高松市に編入  | 高松市                       | 高松市 |
| 香川郡 | 成合村         | 一宮村                       | 一宮村                            | 一宮村                            | 一宮村                       | 一宮村                        | 一宮村                       | 一宮村                       | 昭和31年9月30日 高松市に編入 | 昭和31年9月30日 高松市に編入  | 高松市                       | 高松市 |
| 香川郡 | 圓坐村         | 圓坐村                       | 圓坐村                            | 圓坐村                            | 圓坐村                       | 圓坐村                        | 円座村                       | 円座村                       | 昭和31年9月30日 高松市に編入 | 昭和31年9月30日 高松市に編入  | 高松市                       | 高松市 |
| 香川郡 | 山﨑村         | 圓坐村                       | 圓坐村                            | 圓坐村                            | 圓坐村                       | 圓坐村                        | 円座村                       | 円座村                       | 昭和31年9月30日 高松市に編入 | 昭和31年9月30日 高松市に編入  | 高松市                       | 高松市 |
| 香川郡 | 川部村         | 川岡村                       | 川岡村                            | 川岡村                            | 川岡村                       | 川岡村                        | 川岡村                       | 川岡村                       | 昭和31年9月30日 高松市に編入 | 昭和31年9月30日 高松市に編入  | 高松市                       | 高松市 |
| 香川郡 | 岡本村         | 川岡村                       | 川岡村                            | 川岡村                            | 川岡村                       | 川岡村                        | 川岡村                       | 川岡村                       | 昭和31年9月30日 高松市に編入 | 昭和31年9月30日 高松市に編入  | 高松市                       | 高松市 |
| 香川郡 | 女木嶋         | 雌雄嶋村                     | 雌雄嶋村                          | 雌雄嶋村                          | 雌雄嶋村                     | 雌雄嶋村                      | 雌雄島村                     | 雌雄島村                     | 昭和31年9月30日 高松市に編入 | 昭和31年9月30日 高松市に編入  | 高松市                       | 高松市 |
| 香川郡 | 男木嶋         | 雌雄嶋村                     | 雌雄嶋村                          | 雌雄嶋村                          | 雌雄嶋村                     | 雌雄嶋村                      | 雌雄島村                     | 雌雄島村                     | 昭和31年9月30日 高松市に編入 | 昭和31年9月30日 高松市に編入  | 高松市                       | 高松市 |
| 香川郡 | 寺井村         | 大野村                       | 大野村                            | 大野村                            | 大野村                       | 大野村                        | 大野村                       | 大野村                       | 昭和30年4月1日 香川町        | 昭和33年4月1日 高松市に編入   | 高松市                       | 高松市 |
| 香川郡 | 寺井村の一部   | 大野村                       | 大野村                            | 大野村                            | 大野村                       | 大野村                        | 大野村                       | 大野村                       | 昭和30年4月1日 香川町        | 香川町                        | 平成18年1月10日 高松市に編入 | 高松市 |
| 香川郡 | 大野村         | 大野村                       | 大野村                            | 大野村                            | 大野村                       | 大野村                        | 大野村                       | 大野村                       | 昭和30年4月1日 香川町        | 香川町                        | 平成18年1月10日 高松市に編入 | 高松市 |
| 香川郡 | 川東上村       | 川東村                       | 川東村                            | 川東村                            | 川東村                       | 川東村                        | 川東村                       | 川東村                       | 昭和30年4月1日 香川町        | 香川町                        | 平成18年1月10日 高松市に編入 | 高松市 |
| 香川郡 | 川東下村       | 川東村                       | 川東村                            | 川東村                            | 川東村                       | 川東村                        | 川東村                       | 川東村                       | 昭和30年4月1日 香川町        | 香川町                        | 平成18年1月10日 高松市に編入 | 高松市 |
| 香川郡 | 川内原村       | 川東村                       | 川東村                            | 川東村                            | 川東村                       | 川東村                        | 川東村                       | 川東村                       | 昭和30年4月1日 香川町        | 香川町                        | 平成18年1月10日 高松市に編入 | 高松市 |
| 香川郡 | 淺野村         | 淺野村                       | 淺野村                            | 淺野村                            | 淺野村                       | 淺野村                        | 浅野村                       | 浅野村                       | 昭和30年4月1日 香川町        | 香川町                        | 平成18年1月10日 高松市に編入 | 高松市 |
| 香川郡 | 由佐村         | 由佐村                       | 由佐村                            | 由佐村                            | 由佐村                       | 由佐村                        | 由佐村                       | 由佐村                       | 昭和31年9月30日 香南町       | 昭和31年9月30日 香南町        | 平成18年1月10日 高松市に編入 | 高松市 |
| 香川郡 | 岡村           | 由佐村                       | 由佐村                            | 由佐村                            | 由佐村                       | 由佐村                        | 由佐村                       | 由佐村                       | 昭和31年9月30日 香南町       | 昭和31年9月30日 香南町        | 平成18年1月10日 高松市に編入 | 高松市 |
| 香川郡 | 吉光村         | 由佐村                       | 由佐村                            | 由佐村                            | 由佐村                       | 由佐村                        | 由佐村                       | 由佐村                       | 昭和31年9月30日 香南町       | 昭和31年9月30日 香南町        | 平成18年1月10日 高松市に編入 | 高松市 |
| 香川郡 | 池内村         | 池西村                       | 池西村                            | 池西村                            | 池西村                       | 池西村                        | 池西村                       | 池西村                       | 昭和31年9月30日 香南町       | 昭和31年9月30日 香南町        | 平成18年1月10日 高松市に編入 | 高松市 |
| 香川郡 | 西庄村         | 池西村                       | 池西村                            | 池西村                            | 池西村                       | 池西村                        | 池西村                       | 池西村                       | 昭和31年9月30日 香南町       | 昭和31年9月30日 香南町        | 平成18年1月10日 高松市に編入 | 高松市 |
| 香川郡 | 横井村         | 池西村                       | 池西村                            | 池西村                            | 池西村                       | 池西村                        | 池西村                       | 池西村                       | 昭和31年9月30日 香南町       | 昭和31年9月30日 香南町        | 平成18年1月10日 高松市に編入 | 高松市 |
| 香川郡 | 東谷村         | 安原村                       | 安原村                            | 安原村                            | 安原村                       | 安原村                        | 安原村                       | 安原村                       | 昭和31年9月30日 塩江町       | 昭和31年10月25日 香川町に編入 | 平成18年1月10日 高松市に編入 | 高松市 |
| 香川郡 | 安原下村の一部 | 安原村                       | 安原村                            | 安原村                            | 安原村                       | 安原村                        | 安原村                       | 安原村                       | 昭和31年9月30日 塩江町       | 昭和31年10月25日 香川町に編入 | 平成18年1月10日 高松市に編入 | 高松市 |
| 香川郡 | 安原下村       | 安原村                       | 安原村                            | 安原村                            | 安原村                       | 安原村                        | 安原村                       | 安原村                       | 昭和31年9月30日 塩江町       | 塩江町                        | 平成17年9月26日 高松市に編入 | 高松市 |
| 香川郡 | 安原上東村     | 安原上東村                   | 大正7年4月3日 改称 盬江村         | 大正7年4月3日 改称 盬江村         | 盬江村                       | 盬江村                        | 塩江村                       | 塩江村                       | 昭和31年9月30日 塩江町       | 塩江町                        | 平成17年9月26日 高松市に編入 | 高松市 |
| 香川郡 | 安原上村       | 安原上東村                   | 大正7年4月3日 改称 盬江村         | 大正7年4月3日 改称 盬江村         | 盬江村                       | 盬江村                        | 塩江村                       | 塩江村                       | 昭和31年9月30日 塩江町       | 塩江町                        | 平成17年9月26日 高松市に編入 | 高松市 |
| 香川郡 | 安原上西村     | 安原上西村                   | 安原上西村                        | 安原上西村                        | 安原上西村                   | 安原上西村                    | 安原上西村                   | 昭和26年 4月1日 改称 上西村  | 昭和31年9月30日 塩江町       | 塩江町                        | 平成17年9月26日 高松市に編入 | 高松市 |
| 綾歌郡 | 福家村         | 福家村                       | 山内村                            | 山内村                            | 山内村                       | 山内村                        | 山内村                       | 山内村                       | 昭和30年3月20日 国分寺町     | 昭和30年3月20日 国分寺町      | 平成18年1月10日 高松市に編入 | 高松市 |
| 綾歌郡 | 新名村         |                              | 山内村                            | 山内村                            | 山内村                       | 山内村                        | 山内村                       | 山内村                       | 昭和30年3月20日 国分寺町     | 昭和30年3月20日 国分寺町      | 平成18年1月10日 高松市に編入 | 高松市 |
| 綾歌郡 | 柏原村         |                              | 山内村                            | 山内村                            | 山内村                       | 山内村                        | 山内村                       | 山内村                       | 昭和30年3月20日 国分寺町     | 昭和30年3月20日 国分寺町      | 平成18年1月10日 高松市に編入 | 高松市 |
| 綾歌郡 | 國分村         | 國分村                       | 端岡村                            | 端岡村                            | 端岡村                       | 端岡村                        | 端岡村                       | 端岡村                       | 昭和30年3月20日 国分寺町     | 昭和30年3月20日 国分寺町      | 平成18年1月10日 高松市に編入 | 高松市 |
| 綾歌郡 | 新居村         |                              | 端岡村                            | 端岡村                            | 端岡村                       | 端岡村                        | 端岡村                       | 端岡村                       | 昭和30年3月20日 国分寺町     | 昭和30年3月20日 国分寺町      | 平成18年1月10日 高松市に編入 | 高松市 |

## 人口
| 国勢調査における高松市の人口（調査時点の市域） \| 1920年（大正9年） \| 46,550人 \| \| \| 1925年（大正14年） \| 71,897人 \| \| \| 1930年（昭和5年） \| 79,906人 \| \| \| 1935年（昭和10年） \| 86,840人 \| \| \| 1940年（昭和15年） \| 111,207人 \| \| \| 1947年（昭和22年） \| 101,403人 \| \| \| 1950年（昭和25年） \| 124,545人 \| \| \| 1955年（昭和30年） \| 144,812人 \| \| \| 1960年（昭和35年） \| 228,172人 \| \| \| 1965年（昭和40年） \| 243,444人 \| \| \| 1970年（昭和45年） \| 274,367人 \| \| \| 1975年（昭和50年） \| 298,999人 \| \| \| 1980年（昭和55年） \| 316,661人 \| \| \| 1985年（昭和60年） \| 326,999人 \| \| \| 1990年（平成2年） \| 329,684人 \| \| \| 1995年（平成7年） \| 331,004人 \| \| \| 2000年（平成12年） \| 332,865人 \| \| \| 2005年（平成17年） \| 337,902人 \| \| \| 2010年（平成22年） \| 419,291人 \| \| \| 2015年（平成27年） \| 420,748人 \| \| |           |  |
| 1920年（大正9年） | 46,550人  |  |
| 1925年（大正14年） | 71,897人  |  |
| 1930年（昭和5年） | 79,906人  |  |
| 1935年（昭和10年） | 86,840人  |  |
| 1940年（昭和15年） | 111,207人 |  |
| 1947年（昭和22年） | 101,403人 |  |
| 1950年（昭和25年） | 124,545人 |  |
| 1955年（昭和30年） | 144,812人 |  |
| 1960年（昭和35年） | 228,172人 |  |
| 1965年（昭和40年） | 243,444人 |  |
| 1970年（昭和45年） | 274,367人 |  |
| 1975年（昭和50年） | 298,999人 |  |
| 1980年（昭和55年） | 316,661人 |  |
| 1985年（昭和60年） | 326,999人 |  |
| 1990年（平成2年） | 329,684人 |  |
| 1995年（平成7年） | 331,004人 |  |
| 2000年（平成12年） | 332,865人 |  |
| 2005年（平成17年） | 337,902人 |  |
| 2010年（平成22年） | 419,291人 |  |
| 2015年（平成27年） | 420,748人 |  |

| 1920年（大正9年）  | 46,550人  |  |
| 1925年（大正14年） | 71,897人  |  |
| 1930年（昭和5年）  | 79,906人  |  |
| 1935年（昭和10年） | 86,840人  |  |
| 1940年（昭和15年） | 111,207人 |  |
| 1947年（昭和22年） | 101,403人 |  |
| 1950年（昭和25年） | 124,545人 |  |
| 1955年（昭和30年） | 144,812人 |  |
| 1960年（昭和35年） | 228,172人 |  |
| 1965年（昭和40年） | 243,444人 |  |
| 1970年（昭和45年） | 274,367人 |  |
| 1975年（昭和50年） | 298,999人 |  |
| 1980年（昭和55年） | 316,661人 |  |
| 1985年（昭和60年） | 326,999人 |  |
| 1990年（平成2年）  | 329,684人 |  |
| 1995年（平成7年）  | 331,004人 |  |
| 2000年（平成12年） | 332,865人 |  |
| 2005年（平成17年） | 337,902人 |  |
| 2010年（平成22年） | 419,291人 |  |
| 2015年（平成27年） | 420,748人 |  |

| 国勢調査における高松市の人口（2015年調査時点の市域へ組替） \| 1920年（大正9年） \| 186,964人 \| \| \| 1925年（大正14年） \| 199,142人 \| \| \| 1930年（昭和5年） \| 213,002人 \| \| \| 1935年（昭和10年） \| 222,546人 \| \| \| 1940年（昭和15年） \| 219,083人 \| \| \| 1947年（昭和22年） \| 246,810人 \| \| \| 1950年（昭和25年） \| 269,160人 \| \| \| 1955年（昭和30年） \| 284,685人 \| \| \| 1960年（昭和35年） \| 295,179人 \| \| \| 1965年（昭和40年） \| 307,550人 \| \| \| 1970年（昭和45年） \| 327,170人 \| \| \| 1975年（昭和50年） \| 360,024人 \| \| \| 1980年（昭和55年） \| 386,547人 \| \| \| 1985年（昭和60年） \| 401,020人 \| \| \| 1990年（平成2年） \| 406,853人 \| \| \| 1995年（平成7年） \| 412,626人 \| \| \| 2000年（平成12年） \| 416,680人 \| \| \| 2005年（平成17年） \| 418,125人 \| \| \| 2010年（平成22年） \| 419,291人 \| \| \| 2015年（平成27年） \| 420,748人 \| \| |           |  |
| 1920年（大正9年） | 186,964人 |  |
| 1925年（大正14年） | 199,142人 |  |
| 1930年（昭和5年） | 213,002人 |  |
| 1935年（昭和10年） | 222,546人 |  |
| 1940年（昭和15年） | 219,083人 |  |
| 1947年（昭和22年） | 246,810人 |  |
| 1950年（昭和25年） | 269,160人 |  |
| 1955年（昭和30年） | 284,685人 |  |
| 1960年（昭和35年） | 295,179人 |  |
| 1965年（昭和40年） | 307,550人 |  |
| 1970年（昭和45年） | 327,170人 |  |
| 1975年（昭和50年） | 360,024人 |  |
| 1980年（昭和55年） | 386,547人 |  |
| 1985年（昭和60年） | 401,020人 |  |
| 1990年（平成2年） | 406,853人 |  |
| 1995年（平成7年） | 412,626人 |  |
| 2000年（平成12年） | 416,680人 |  |
| 2005年（平成17年） | 418,125人 |  |
| 2010年（平成22年） | 419,291人 |  |
| 2015年（平成27年） | 420,748人 |  |

| 1920年（大正9年）  | 186,964人 |  |
| 1925年（大正14年） | 199,142人 |  |
| 1930年（昭和5年）  | 213,002人 |  |
| 1935年（昭和10年） | 222,546人 |  |
| 1940年（昭和15年） | 219,083人 |  |
| 1947年（昭和22年） | 246,810人 |  |
| 1950年（昭和25年） | 269,160人 |  |
| 1955年（昭和30年） | 284,685人 |  |
| 1960年（昭和35年） | 295,179人 |  |
| 1965年（昭和40年） | 307,550人 |  |
| 1970年（昭和45年） | 327,170人 |  |
| 1975年（昭和50年） | 360,024人 |  |
| 1980年（昭和55年） | 386,547人 |  |
| 1985年（昭和60年） | 401,020人 |  |
| 1990年（平成2年）  | 406,853人 |  |
| 1995年（平成7年）  | 412,626人 |  |
| 2000年（平成12年） | 416,680人 |  |
| 2005年（平成17年） | 418,125人 |  |
| 2010年（平成22年） | 419,291人 |  |
| 2015年（平成27年） | 420,748人 |  |

※組替による人口とは2015年までに合併などにより高松市域となった旧町村の区域を含んだ人口、すなわち過去調査時点においても高松市が現市域のままであった場合の人口である。

## 年表

### 明治

#### 1890年（明治23年）
- 高松市市制施行、各村村政施行（2月15日）。
- 松山始審裁判所高松支庁が廃止され高松地方裁判所が設置される。

#### 1891年（明治24年）
- 内町に高松郵便局が新築される。
- 「掃除請負規則」制定され、ゴミ収集などが開始される。
- 鹿井出水をめぐり太田村と多肥村の間に紛争が発生する。
- 腸チフスが蔓延する。（県下患者3,253人、うち死者575人）
- 香川県立高松高等女学校の前身である、進徳女学校が開校する。

#### 1892年（明治25年）
- 高松東浜港より北海道移住者約200人が出港する。
- 香東川橋が完成する
- 尋常中学校の設置と、本校を高松市、分校を丸亀町に置くことが決定される。
- 初代市長赤松渡が発起人となり、阿讃新道の改修が協議される。

#### 1893年（明治26年）
- 県立高松病院の運営が、高松市に移管される。
- 香川県尋常中学校本校（現：高松高校）が開校する（6月4日）。
- 雨乞い対策で花火が打ち上げられる。
- 赤塔避病院が開設される。
- 仏生山警察署が設置される。

#### 1894年（明治27年）
- 香川県尋常中学校長の野村弥三郎が香川県下に野球を伝える。
- 消防法規則が公布され、公設消防組に改組する。
- 丸亀歩兵第12連隊に動員令
- 香川県庁舎が内町に完成し、香川県庁が五番丁の浄願寺より移転する（7月27日）。
- 新聞・雑誌の検閲が始まる。
- 大旱魃。135日間雨が降らなかった。10日暴風雨。

#### 1895年（明治28年）
- 鬼無盆栽造りが始まる。
- コレラ県下に大流行。
- 高松電灯株式会社開業。高松に電灯が灯る。
- 男木島灯台完成。
- 讃岐鉄道の高松・丸亀間の鉄道工事が起工する。

#### 1896年（明治29年）
- 栗林村讃紙会社（＝のちの常盤ティシュ・平成18年廃業）でストライキ発生。初の労働争議。
- 第11師団の善通寺村設置が決定。
- 高松税務署が設置される（11月1日）。
- 新川橋架橋工事完成。

#### 1897年（明治30年）
- 春日川橋の改修架橋工事完成。
- 讃岐鉄道高松駅・丸亀駅間が開通する。
- 「高松商工協会規則」発表。
- 高松港の第一次建設工事が起工する（6月16日）。
- 香川県尋常師範学校、香川県師範学校と改称。

#### 1898年（明治31年）
- 香川郡百相村が仏生山町に改称され、町制を施行する。
- 高松出晴・長尾間に乗合馬車が開通する（3月29日）。
- 香川県尋常中学校が県立に移管、香川県立高松尋常中学校と改称。
- 香川県工芸学校が授業を開始する。
- 第百十四国立銀行が営業満期になり、株式会社高松百十四銀行が設立される。（10月7日）

#### 1899年（明治32年）
- 郡制改革。山田郡と三木郡合併、木田郡となる。
- 県立博物館、栗林公園内で開館 現商工奨励館
- 高松尋常中学校が高松中学校に改称。
- 高松警察署が移転。
- 県農事試験場を栗林村に開設。
- 暴風来襲。

#### 1900年（明治33年）
- この頃自転車大流行
- 四番丁小学校に通称「ゴン」と呼ばれる時鐘が建てられる。
- 見性寺に高松市立高松商業学校が開校する。
- 高松港の第一次建設工事が竣工する。
- 中笠居村に県水産試験場が開設する。

#### 1901年（明治34年）
- 法然寺の十王図等、3件が古社寺保存法に基づく国宝（現行法の重要文化財に相当）に指定される。
- 片原町に私立水族館が開館する。
- 塩屋町に新劇場歌舞伎座が竣工する。
- 第二次築港工事が起工する。
- 高松市役所が元香川県庁舎である五番丁の浄願寺内に移転する（10月15日）。
- 香川県立商業学校が開校する。

#### 1902年（明治35年）
- 内町に香川県公会堂が竣工する（4月）。
- 私立高松高等女学校が香川県立高松高等女学校になる。
- 第八回関西府県連合共進会 旧高松城内で開催
- 教育会水泳所開設

#### 1903年（明治36年）
- 山陽汽船商社（山陽鉄道系列）が高松-岡山間に初の客船である連絡船を就航させる。
- 高松市立伝染病院が設立される。
- 高松汽船が大阪・神戸と高松間の運行を始める。
- 皇太子嘉仁親王の高松港上陸。

#### 1904年（明治37年）
- 日露戦争による善通寺第11師団の動員令がくだる。
- 第二次高松港拡張工事が竣工する。
- 山陽鉄道と讃岐鉄道が合併する（11月28日）。

#### 1905年（明治38年）
- 県教育会によって図書館が開館される。

#### 1906年（明治39年）
- 田の正条植を巡査が強力に指導奨励
- 屠場法が制定され、東浜村に屠殺場が造られる。
- 高松港第三次拡張工事認可
- 山陽鉄道が国有鉄道に移管される（12月1日）。

#### 1907年（明治40年）
- 高松港第四次拡張工事が起工する。
- 高松電話交換局（内町）が業務を開始し、初の家庭用電話交換が行われ始める。
- 義務教育の修業年限が6年に延長される。
- 天神前に日本赤十字社香川支部病院（現:高松赤十字病院）が開院される。

#### 1908年（明治41年）
- ドイツの細菌学者コッホ一行来高 多蚊松の話。
- 尋常小学校が6年間の義務教育となる。
- 香東川橋架設工事が完成する。

#### 1909年（明治42年）
- 多度津測候所が県を4区に分け天気予報を発表する。
- 香川県史の刊行はじまる 編纂者・赤松渡
- 高松商業会議所の創立総会
- 高松・琴平間の鉄道 讃岐線となる

#### 1910年（明治43年）
- 西浜埋立地簡易水道起工 6月竣工
- 県 農業勧業7年計画の実施
- 建築税実地検査に着手
- 高松-岡山間連絡船廃止。同日に宇野-高松間の宇高連絡船が就航する。
- 国鉄高松駅が西浜から浜ノ町に移転される（7月1日）。

#### 1911年（明治44年）
- 三番丁の法泉寺に日露戦争戦没者の菩提を弔うため釈迦像が建立される。
- 日本瓦斯株式会社高松出張所がガス供給を開始する（11月18日）。
- 香川郡一宮村鹿角に香川郡立香川実業高校が開校する。
- 麦稈真田協議会が四番丁小学校で開催される。
- 東讃電気軌道（高松琴平電気鉄道志度線の前身）の今橋駅・志度駅間(12.3km) が開通する（11月18日）。

#### 1912年（明治45年）
- 高松市立商業高校などが香川県に移管される。
- 県師範学校女子部が分離され、後に坂出町に移転
- 高松電気軌道（高松琴平電気鉄道長尾線の前身）の出晴駅・長尾駅間が開通する（4月30日）。
- 高松市歌が発表される。

### 大正

#### 1912年]（大正元年）
- 市議会が水道敷設を決議工事認可し補助金を申請する。

#### 1913年]（大正2年）
- 憲政擁護県民大会が開催される。
- 高松港の管理が香川県に移管される。
- 五番丁に新高松市庁舎完成し、高松市役所が移転する（現在地）（3月30日）。
- 栗林公園北庭が完成する。
- 東讃電気鉄道の今橋駅・出晴駅間が開通する（10月15日）。

#### 1914年（大正3年）
- 阿讃連絡鉄道速成期成同盟会発起人会が開催される。
- 香川郡宮脇村を高松市に編入（5月1日）。
- 水道工事が起工する。

#### 1915年（大正4年）
- 鷺田村小学校事件が発生。
- 兵庫町で日の出タクシー開業する。
- 東讃電気鉄道の出晴駅・公園前駅間が開通する（4月22日）。
- 自家用車認可第1号が登録する。
- 高松下水道起業が内閣に認可される。
- 高松岡山間の海底電話沈設工事が完了する。
- 香川郡栗林村に立誠館が完成する。

#### 1916年（大正5年）
- 逸見市長が途中退任し、約1年間市長が不在になる。
- 高松市立実科高等女学校設置される（市立高等小学校内）。
- 神内上池が完成する。
- 田中定吉を会長に香川県体育協会が発足する。
- 東讃電気軌道が四国水力電気に吸収合併され、四国水力電気電車部門が設置される（12月）。

#### 1917年（大正6年）
- 高松市出身の小説家・菊池寛が戯曲「父帰る」を発表する。
- 私立明善高等女学校が創立される。
- 旧高松城内で全国自転車大会が開催される。
- 市内電車と呼ばれる四国水力電気の市内線公園前駅・高松駅前駅間が開通する（5月20日）。
- 旧高松城内に第2代目披雲閣が完成する。
- 四国水力電気の高松駅前駅・築港前駅間が開通する。（7月14日）。
- 教育会が表誠館を建設

#### 1918年（大正7年）
- 高松駅前に香川自動車株式会社が設立される。
- 潟元・木太塩田でストライキが起きる。
- 全国各地で米騒動が起こり、高松でも発生。
- 菊池寛が「忠直卿行状記」発表し、文壇の地位を確立する。

#### 1919年（大正8年）
- 兵庫町に公設市場が設置される。
- 香川自動車株式会社の高松・穴吹間乗合自動車が開業する。
- 東瓦町に公設市場が設置される。
- 高松市青年団が設立される。

#### 1920年（大正9年）
- 木田郡潟元村が、屋嶋村と改称する。
- 市制施行満30周年を迎え、各種式典を開催される。
- 高松婦人会が発足する。
- 職業紹介所が開設される。
- 松島町の倉敷紡績高松工場が一部操業を開始する。

#### 1921年（大正10年）
- 香川郡東浜村が高松市に編入される。
- 第1回市民講座が開催される。
- 貨車航送の開始
- 香川郡栗林村が高松市に編入される。
- 高松市上水道が完成し、通水式が行われる。

#### 1922年（大正11年）
- 栗林公園が名勝に指定される。
- 高松港の管理が高松市から香川県に移管される。
- 高松築港第三次拡張工事着工
- 日本農民組合伏石支部結成
- 摂政宮裕仁親王が陸軍特別大演習のために来高する。
- 水上機大阪より到着し、高松・大阪間航空輸送が開始される。

#### 1923年（大正12年）
- 郡制が廃止され、香川郡役所と木田郡役所が廃止される。
- 小作争議がさかんになる
- 県警察・特別高等警察事務（農村問題担当）を分離
- 高松高等商業学校が創立され翌年から学生を受入する。
- 小作争議伏石事件で農民らが検挙される（12月4日）。

#### 1924年（大正13年）
- 火鉢の不始末により高松市役所が焼失（2月25日）。
- 百十四銀行と高松銀行が合併する。
- 高松商業学校が第1回選抜中等学校野球大会で優勝する。
- 高松・女木島間に「高松号」が就航する。
- 香川県水平社が創立される。
- 琴平電鉄株式会社が創立される（2月25日）。

#### 1925年（大正14年）
- 玉藻町・兵庫町間に中央通りの前身である記念道路が完成する。
- 香川県でのラジオ放送が開始される。
- 国鉄高徳線の高松駅・志度駅間が開通する。
- 高松商業学校が第11回全国中等学校優勝野球大会で優勝する。

#### 1926年（大正15年）
- 中等学校軍隊連合演習が実施される。
- 郡役所が廃止される。
- 香川郡香西町の第一鑿井が完成し、他2箇所も続いて完成する。
- 琴平電鉄の栗林公園駅・瀧宮駅間(17.8km) が開通する（12月21日）。

### 昭和

#### 1927年（昭和2年）
- 丸亀町・南新町の舗装工事が開始される。
- 小鳥ブームによる小鳥交換会が作られる
- 琴平電鉄の瀧宮駅・琴平駅間が開通する（3月15日）。
- 国鉄の讃予線（後に予讃線）が松山まで開通する。
- 琴平電鉄の栗林公園駅・高松駅（後に瓦町駅に改称）間が開通し、琴平線高松・琴平間が全線開通した（4月22日）。
- 高松商業学校が第13回全国中等学校優勝野球大会で優勝する。
- 普通選挙法による県会議員選挙が行われる。
- 鉄筋コンクリート造の新高松市庁舎が竣工する。

#### 1928年（昭和3年）
- 商工会議所が誕生し、商業会議所より移行される
- 第1回普通選挙施行。
- 高松港第3期拡張工事が完了する。
- 高松市主催全国産業博覧会が開催される。
- 高松第一中学校が開校する。
- 高松市の「都市計画街路案」認可される。
- NHKラジオ体操開始。

#### 1929年（昭和4年）
- 屋島ケーブルが開通する（4月21日）。
- 栗林公園内に動物園が開園する。
- 仏生山町に競馬場が完成する。
- ガソリンカーによる塩江温泉鉄道の仏生山駅・塩江駅間が開通する（11月12日）。
- 高松市公益質屋が設置される。

#### 1930年（昭和5年）
- 橋本仙太郎が女木島山頂に洞窟を発見する。
- この年、昭和恐慌激化
- 讃岐養老院が落成する。
- 自動車貨車航送船が運行を開始する。
- 市制施行40周年を迎える
- 自治組合創立10周年記念祝賀式。
- 栗林公園動物園内にプールが完成する。
- 四国水力電気と高松電灯が合併する。
- 県農事試験場が仏生山町に移転する。
- 高松小唄（野口雨情作詞・中山新平作曲）

#### 1931年（昭和6年）
- 東京三越高松支店が開業する。
- 千寿堂で毎月1回ダンス教室が開催される。
- 市立診療所が開設される。
- このころ麻雀が流行
- 養老院が勧進元で相撲興行が行われる。

#### 1932年（昭和7年）
- 盆踊りが全面的に解禁になる。
- 第一次上海事変が発生し、市内からも多くが出征する。
- 高松市のゴミ焼却場が完成する。

#### 1933年（昭和8年）
- 現在の高松踊りの前身である「さぬき踊大会」が開催される。
- 市長が退任し、約1年4か月間市長不在になる。
- 「高松市史」が刊行される。
- 「讃岐高松石清尾山石塚の研究」が刊行される。
- 高松地方裁判所で差別裁判がおこる。
- 香川県警察による左翼主義者一斉検挙が行われる。（高松八・三・三事件）

#### 1934年（昭和9年）
- 下水道工事起工式が行われる。
- 瀬戸内海が国立公園に指定される。
- 愛国飛行場の開場式典が行われる。
- NHK大阪放送局高松出張所が開局する。
- 108日間の大干ばつ
- 室戸台風襲来し、市内でも甚大な被害を受ける。
- 築港前駅に高松市観光案内所が設置される。

#### 1935年（昭和10年）
- 阿讃鉄道（国鉄高徳本線）の高松・徳島間が開通する。
- 国防婦人会が発足する。
- 「青年学校令」が公布され、青年学校が設置される。
- はじめて四国地区防空演習が実施される。
- 内町に高松警察署庁舎が完成する。
- 国鉄の高松・高知間が開通する。

#### 1936年（昭和11年）
- 高松市観光課都市計画課が置かれる。
- 文芸家協会会長に菊池寛が就任する。

#### 1937年（昭和12年）
- 岡本遊園地が完成する。
- 高松市公報が創刊される。
- 伯爵松平頼壽が、貴族院議長、県教育会会長になる。
- 善通寺第11師団に動員令くだる。
- 国民精神総動員高松市委員会が結成される。

#### 1938年（昭和13年）
- ネオンサインが制限され、ダンスホール・カフェーなどが閉鎖される。
- 「満蒙開拓青少年義勇軍」が高松を出発する。
- 重油・ガソリン等が切符制となる。
- 県屋島総合グランドが開場する。
- 塩江温泉鉄道が琴平電鉄へ合併し、琴平電鉄塩江線になる（7月）。
- 第11師団が満州国北部の守備につく。

#### 1939年（昭和14年）
- 大干ばつがおこる
- 第二次世界大戦が勃発する。
- 愛国飛行場が完成する。
- パーマネント・ウェーブを戒める声強まる
- 価格等統制令
- 白米禁止
- 電力節減でネオンサイン等の点灯が一部を除いて禁止される。

#### 1940年（昭和15年）
- 香川郡鷺田村、太田村、木田郡木太村、古高松村、屋嶋町が高松市に編入される（2月11日）。
- 市制施行50周年記念祝典が行われる。
- 砂糖切符制
- 高松市会が会派を解消する。
- 自治会長が町内会設立について協議する。
- 大政翼賛会香川支部が発足する。

#### 1941年（昭和16年）
- 新聞紙等掲載制限令
- 香川新報と四国民報が合併し、香川日日新聞の発刊される。
- 大政翼賛会高松支部が発足する。
- 国民学校令公布され、高松市では4月に一斉に改称。
- 米配給制度
- 琴平電鉄塩江線が廃止される（5月）→レールは戦時金属供出、車両は上海市電へ
- 高松聯隊司令部設置（丸亀聯隊司令部が移転する）
- 高松第一中学校報国団が結成される。
- 太平洋戦争に突入する。

#### 1942年（昭和17年）
- 衣料品総合切符
- 日本銀行高松支店が開店する。
- 石清尾八幡宮前で高松市翼賛壮年団の結団式が行われる。
- 翼賛選挙
- 高松市議会が翼賛統一会派を結成する。
- 大日本婦人会高松支部が結成される。
- 食糧事業により主要食の消費規制が強化される。

#### 1943年（昭和18年）
- 金属の特別回収が実施される。
- 御殿貯水池で町内会が勤労奉仕を開始する。
- 防空訓練所で防空訓練が実施される。
- 明善高等女学校に大東亜科が設置され、大陸の花嫁教育が行われる。
- 放送会館が新築され、寿町に移転する。
- 高松高等商業学校で学徒出陣。
- 倉敷紡績高松工場が東京飛行機高松製作所に転換される。

#### 1944年（昭和19年）
- 林村に陸軍飛行場の設置が決定される。
- 屋島ケーブルの軌道が供出のため解体撤去される。
- 退避施設増強要領が発表される。
- 女子挺身隊が設置される。
- この頃から竹槍訓練がはじまる。
- 大阪市からの児童疎開第1陣が到着する。
- 満17歳以上が兵籍に編入。
- マリアナ基地のアメリカ空軍による日本本土爆撃が開始される。

#### 1945年（昭和20年）
- 国民学校初等科以外の授業が1年間停止される。
- 国民義勇隊香川県本部が結成される。
- 四国総監府が松山市から高松市に移転する。
- 高松空襲
- 広島市・長崎市に原子爆弾が投下され、太平洋戦争が終焉する。
- 高松市戦災復興委員会設置・開催される。
- 高松飛行場で残存飛行機等が爆破される。

#### 1946年（昭和21年）
- 市設案内所を設け、復員者・引揚者に対応する。
- 香川日日新聞社が四国新聞社に改名する。
- 高松飛行場が一部解放される。
- 寿町で四国で第1回目の軍事裁判が開かれる。
- 昭和南海地震が発生、市内で死者52名、負傷者273名の被害が出る。

#### 1947年（昭和22年）
- 初の公選制市長に國東照太が選ばれる。
- 第1回高松市議会議員選挙が行われる。
- 高松市立中央球場が完成する。
- 高松高等裁判所が設置される。
- 高松市消防団が結成され、公設常備消防がはじまる。
- 職業安定所が開所する。
- 愛国飛行場跡地で競馬が開催される。

#### 1948年（昭和23年）
- 公立保育所のうち、瀬戸内保育所等の設置が許可される。
- 高松琴平電気鉄道の瓦町駅・高松築港駅間が開通する。

#### 1949年（昭和24年）
- 観光高松大博覧会が開催される。
- 市立太田中学校が市立桜町中学校に統合される（4月）。
- 市立二番丁中学校が市立紫雲中学校に統合される（4月）。
- 高等学校再編成で、女子高が男子高に統合される。
- 香川大学が発足する。
- 失業対策事業開始
- 高松市立図書館が発足する。
- 高松市美術館が開館する。
- 高松市体育館が開館する。

#### 1950年（昭和25年）
- 昭和天皇四国巡幸
- 屋島ケーブルの運転が再開される。
- 市立木太中学校と市立花園中学校が統合され、市立玉藻中学校と改称される（2月）。
- 市制施行60周年を迎え記念式典が行われる。
- 高松市営競輪場が開場する。
- 衣料切符の廃止
- 高松市立図書館が落成する。
- 香川県内の農地改革終了する。

#### 1951年（昭和26年）
- 小学校で完全給食が開始される。
- 第1回市民学校が開設される。
- 日展がはじめて高松市立美術館等で開催される。
- 四国電力本社が高松市で業務を開始する。
- 児童憲章が制定される。
- 第1回高松港まつり（さぬき高松まつりの前身）が開催される。

#### 1952年（昭和27年）
- 高松飛行場が進駐軍から返還される。
- 高松市主催の戦没者追悼式が行われる。
- 高松市教育委員会が1室3課で発足する。
- 市立松島中学校が市立光洋中学校に改称される（6月）。

#### 1953年（昭和28年）
- 高松市立旭ヶ丘病院が開院する。
- 五番丁交差点に初の信号機設置される。
- 栗林公園が特別名勝に指定される。
- この頃から入浜式塩田が流下式に移行される。
- 内場ダムが完成する。
- 第8回国民体育大会の副開会式

#### 1954年（昭和29年）
- 高松城跡譲渡について松平公益会と調印が交わされる。
- 定期観光バスの運行が開始される。
- 香川県警察本部が設置される。
- 高松市の緊縮財政・経費節減の示達がある。
- 高松消防署が高松市立中央球場の一画に移転する。
- 運転免許試験場に接し自動車学校が創設される。
- 香川県立聾学校が太田上町に移転する。
- 市立古高松中学校が市立屋島中学校に統合される（9月）。

#### 1955年（昭和30年）
- 香川県漆芸研究所が設置される。
- 彫漆の音丸耕堂が重要無形文化財保持者（いわゆる人間国宝）となる。
- 高松・大阪間の航空路が開設される。
- 玉藻公園の開園式が行われる。
- 宇高連絡船「紫雲丸事故」が発生する。
- 高松・伊予三島間にディーゼルカーが走る。

#### 1956年（昭和31年）
- 高松市で戦争犠牲者の追悼慰霊祭が開催される。
- 市立城内中学校が新設される（4月）。
- 四国で初の川岡有線放送協会が設立される。
- 香川郡下笠居村、香西村、上笠居村、弦打村、檀紙村、円座村、川岡村、一宮村、多肥村、仏生山町、雌雄島村、木田郡三谷村、林村、川添村、前田村が高松市に編入される（10月1日）。
- 高松市立中央公園で菊池寛の銅像が除幕される。
- 四国電力本社社屋が竣工する。

#### 1957年（昭和32年）
- 宮内フサが日本郷土玩具の会から表彰される。
- 高松城月見櫓等の修理が完了する。
- 木下恵介監督「喜びも悲しみも幾歳月」のロケが開始される。
- 瀬戸大橋架橋推進協議会が設立される。
- 高松・東京間の定期航空路が開設される。
- 生駒時代の地割図が発見される。

#### 1958年（昭和33年）
- 高松市内にスーパーマーケットが登場する。
- 香川町大字寺井の一部区域が高松市に編入される。
- 高松市立中央公園南側に玉楮象谷の銅像が完成する。
- 県庁本館が竣工する。
- 民間テレビ放送が始まり、西日本放送テレビが放送を開始する。
- 高松市戦災犠牲者慰霊塔が完成する。
- 栗林公園東側に三木武吉の銅像が完成する。

#### 1959年（昭和34年）
- メートル法が施行される。
- 香川県警察本部に全国で初めてママポリスが採用される。
- 女木島洞窟までの定期観光バスの開通式が行われる。
- 高松本駅が閉鎖され、1つ手前の桟橋駅を高松駅とされる。
- 高松市体育協会が設立される。

#### 1960年（昭和35年）
- 第32回選抜高等学校野球大会で高松商業高等学校が優勝する。
- 旧高松駅(2代目駅舎)から出火し全焼する。
- NHKがカラー放送を開始する。
- 香川県下で国民健康保険が完全実施される。

#### 1961年（昭和36年）
- 屋島ドライブウェイが開通する。
- 国鉄予讃線の高松多度津間複線化工事が起工する。
- 高松市民会館が竣工する。
- 宇高国道フェリーが就航する。
- 第2室戸台風が襲来し、高松気象台開設以来の強風と大雨を記録する。
- 米国フロリダ州セント・ピーターズ・バーグ市との姉妹都市縁組を結ぶ。
- 市内バスで初めてワンマンカーが走る。（高松琴平電気鉄道社史によれば日本初）

#### 1962年（昭和37年）
- 高松市連合自治連絡協議会が発足する。
- 高松市交通安全都市宣言
- 高松工業高等専門学校の創設
- 第1回県公害対策協議会が開催される。
- 市内初の立体歩道橋が竣工する。
- 高松市ユースホステルが竣工する。
- 東京・高松・松山の定期航空路が開設される。
- 高松市老人会連合会が発足する。

#### 1963年（昭和38年）
- 高松市消防本部に救急車が配置され、救急業務が開始される。
- 高松駅ホームに「手打ちうどん」売店が開店する。
- 高松医師会 日曜・祝日の当番制実施
- 小学校第1学年に全教科書が無償配布される。
- 社会福祉法人高松市社会福祉協議会が発足する。
- 高松市市民体育大会が開催される。
- 市学校給食会が発足し、学校給食物資が統一される。

#### 1964年（昭和39年）
- 高松・大阪間の電話のダイヤル直通が開始される。
- 第1回さぬき高松まつりが開催される。
- 東京五輪の聖火が高松を通過する。
- 学力調査で県下中学校4年、小学校3年が連続全国1位。

#### 1965年（昭和40年）
- 高松・松山間にバスの運行が開始される。
- 高松・徳島間にバスの運行が開始される。
- 福岡下水処理場が一部始動する。
- 菊池寛顕彰会が「香川菊池寛賞」を設ける。
- 高知県早明浦ダムが起工する。
- 県ガン予防協会が発足する。

#### 1966年（昭和41年）
- 市内の商店街が完全週休制（金曜日）を実施する。
- 高松市旭ヶ丘病院が高松市民病院に改称される。
- 山田町が高松市に編入される。
- 彦根城と高松城が姉妹縁組を結ぶ。

#### 1967年（昭和42年）
- 高松市衛生処理センター建設が開始される。
- 高松市中央卸売市場が開場する。
- 四国工業試験場が設置される。
- 高松・高知間に急行バスの運行が開始される。
- ちびっこ広場がはじめて開設される。

#### 1968年（昭和43年）
- 大雪により兵庫町商店街、片原町商店街のアーケードが崩壊する。
- 高松市立中央駐車場の供用が開始される。
- 丸亀町商店街のカラー舗装が完成する。
- 香川用水が起工する。
- 常盤街、ライオン通のカラー舗装が完成する。
- 高松高等裁判所と高松地方裁判所の合同庁舎が竣工する。

#### 1969年（昭和44年）
- 高松市議会が公害交通安全対策特別委員会を設置する。
- 高松市中央公園が完成する。
- 屋島山上に水族館シーパレスが竣工する。
- 高松北バイパスが開通する。

#### 1970年（昭和45年）
- 高松市同和対策長期計画が策定される。
- 減反政策がはじまり、香川県が減産目標量を示す。
- 福岡下水処理場が竣工する。
- 栗林トンネルが開通する。
- 五色台教育が発足する。
- 高松市戦災復興土地区画整理事業工事が完了する。
- 高松市市民文化センターが起工する。

#### 1971年（昭和46年）
- 木太町の清掃工場が竣工する。
- 70歳以上老人医療無料化が市単独事業として実施される。
- 瀬戸内海をきれいにする協議会が水質調査等を実施する。
- 平池（へいけ）堤防に乙女の像が建立される。
- 高松市が市街化区域と市街化調整区域を設定する。
- 国鉄宇高連絡船の「別れのテープ」が姿を消す。
- 高松市高松町・牟礼町間バイパスが開通する。

#### 1972年（昭和47年）
- 「青い国－四国」のキャッチフレーズが登場する。
- 高徳線の立体化工事が起工する。
- 高松市市民文化センターが竣工する。
- 高松市農業振興地域整備計画が作成される。

#### 1973年（昭和48年）
- 高松地区広域市町村圏振興事務組合設立が許可される。
- 高松市政モニター制度発足する。
- 香川・和歌山両県で、し尿の外洋投棄に関する覚書が締結する。
- 高松市総合計画が策定される。
- 高松砂漠と呼ばれる異常渇水が発生する。
- 平和公園（都市計画墓園）が起工する。
- 高知県の早明浦ダムが竣工する。

#### 1974年（昭和49年）
- 石油危機に対処するため、高松市資源対策本部が設置される。
- 児童急増に伴い、市立中央小学校が新設される。
- 高松市と水戸市が親善都市提携を結ぶ。
- ヘリコプターによる松食虫防除計画が実施される。
- 香東川河川敷運動場が完成し、無料開放される。
- 高松市ハイキング協会が設立される。
- 消防庁舎が竣工し、高松市消防局、高松北消防署が移転する。
- 三菱石油水島製油所の重油流出事故
- バス優先レーン設置される。
- 中新町地下道が開通する。

#### 1975年（昭和50年）
- 第1回高松市市民文化祭が開催される。
- 久本古墳等が高松市文化財に指定される。
- 高松南バイパス（栗林町〜上天神〜坂出市府中町）が開通する。
- 高松市が福祉モデル都市に指定される。
- 香川用水が本格的な通水を開始する。
- 高松市に「障害児を守る会」が発足する。

#### 1976年（昭和51年）
- 高松市の人口が30万人を突破する。
- 中央公園が開園する。
- 広域市町村圏による老人ホーム「ひぐらし荘」が開所する。
- 江戸時代の水道水源である、大井戸の保存工事が完成する。
- 下水道の受益者負担が始まる。
- 高徳線栗林駅周辺の高架工事が竣工する。
- 新庁舎建設に伴い市役所各課が仮庁舎へ移転する。

#### 1977年（昭和52年）
- 高松市役所新庁舎が起工する。
- 香川県立高松西高等学校が開校する。
- 高松法務合同庁舎が竣工する。
- 高松南郵便局が竣工する。
- 瀬戸大橋が当面早期完成を図るルートとなる。
- 高松市聾唖協会が発足する。

#### 1978年（昭和53年）
- 市民プールが竣工する。
- 高松市文化奨励賞が制定される。
- 高松市文化協会が結成される。
- 香川医科大学が開校する。
- 瀬戸大橋が起工する。

#### 1979年（昭和54年）
- 高松市役所新庁舎が竣工する。
- 南部広域清掃センターが竣工する。
- 高松市東消防署が設置される。
- 高松・坂出有料道路の五色台トンネルが竣工する。
- 高松市環境美化都市宣言
- 新空港の候補地が香南地区に決定する。
- 高松市人権擁護対策本部が設置される。

#### 1980年（昭和55年）
- 県が空港対策事務所を設置する。
- 県が国体誘致準備室を設置する。
- 高松中央卸売市場管理棟が竣工し、業務を開始する。
- 全国高校総体が開催される。
- 高松市が「高松市民のねがい」を制定する。
- 新高松空港周辺対策協議会（1市・5町）が設立される。
- 高松市中央卸売市場水産物棟が竣工する。

#### 1981年（昭和56年）
- 高松地区新広域市町村圏計画の策定される。
- 高松・坂出有料道路が暫定2車線で開通する。
- 香川大学に法学部開設される。
- 高松市水道局庁舎が竣工する。
- 高松国税総合庁舎が竣工する。
- 第2次高松市総合計画が策定される。
- 峰山公園丸山ゾーンが完成し、開園する。
- 財団法人高松市福祉事業団が設立される。

#### 1982年（昭和57年）
- 高松市同和対策事業推進会議が設置される。
- 放置自転車対策のための条例を制定される。
- シルバー人材センター高松市高齢者事業団が設立される。
- 高松市総合福祉会館が開館する。
- 高松中央球場が閉場する。
- 生島町に県営野球場が竣工する。
- 東部下水処理場の一部供用が開始される。

#### 1983年（昭和58年）
- 高松市の木が「黒松」、高松市の花が「つつじ」に決定する。
- 峰山公園が全面オープンする。
- 日本道路公団高松建設所の開設する。
- 運輸省が新高松空港の設置を告示する。
- カード公衆電話が高松駅に登場する。
- 香川田園テクノポリス構想が発表される。

#### 1984年（昭和59年）
- 東瀬戸内海沿岸都市文化交流連絡協議会が発足する。
- 高松・松山間で四国初のデジタル通信が開始される。
- 高松市高度情報化研究会が設置される。
- 四国横断自動車道高松・善通寺間連絡協議会が設立される。
- 香川県高等学校文化連盟の設立が記念式が開催される。
- 高松市非核平和都市宣言

#### 1985年（昭和60年）
- 郡市対抗源平駅伝が開催される。
- 源平屋島合戦800年記念源平フェスティバルが開催される。
- 高松自動車道の区間路線が発表される。
- 民営化により、NTTとJTが発足する。
- 御殿浄水場が近代水道百選に選定される。
- 新高松空港が起工する。
- 高松市がテレトピアに指定される。

#### 1986年（昭和61年）
- 国体開催のため香川県準備委員会の設立総会が行われる。
- 太田第二土地区画整理事業計画が決定される。
- 高松市美術館が起工する。
- 国鉄の高松・観音寺・琴平間の電化工事が起工する。
- 中央通りが日本の道百選に選ばれる。
- 高松市で四国で初の情報公開制度がスタートする。
- 高松市総合体育館が開館する。

#### 1987年（昭和62年）
- 電化された国鉄予讃線・土讃線で営業が開始される。
- 高松市インテリジェント・シティ構想の指定を受ける。
- 国鉄が分割民営化され高松市にJR四国が設立される。
- 瀬戸大橋道路名称を「瀬戸中央自動車道」に決定する。
- 御殿浄水場内に高松市水道資料館が開館する。
- 国際赤潮シンポジウムが高松市で開催される。
- 四国横断自動車道高松・善通寺間が起工する。
- 第1回高松冬のまつりが開催される。

#### 1988年（昭和63年）
- 瀬戸大橋博開幕する。
- 西部広域クリーンセンターが竣工する。
- 瀬戸大橋が開通し、宇高連絡船終航。高松駅と岡山駅間で快速マリンライナーの運行が開始。
- 高松城築城400年祭が開催される。
- 10都市で瀬戸内海沿岸都市会議が開催される。
- 仏国ツゥール市と姉妹都市提携盟約書に調印する。
- 高松市美術館が開館する。
- 第3次高松市総合計画が策定される。

### 平成

#### 1989年（平成元年）
- 乳がん検診が開始される。
- 高松市在宅福祉サービスが開始される。
- 市役所の土曜閉庁（第2・第4土曜日）が始まる。
- 高松市が都市景観形成モデル都市の指定を受ける。
- 高松市で全国高校総体が開催される。
- 高松東道路が起工する。
- 新高松空港が開港する。

#### 1990年（平成2年）
- 高松市がハイビジョン・シティ構想モデル都市に指定される。
- 高松市国際交流協会が設立される。
- 第48回国体の高松市実行委員会設立総会が開催される。
- 中国南昌市との友好都市提携議定書に調印する。
- 図書館・歴史資料館が起工する。
- 日本女性会議'90たかまつが開催される。
- 高松市市制施行100周年記念式典が開催される。

#### 1991年（平成3年）
- 香川インテリジェントパーク計画の県図書館等が起工する。
- 高松市で全国高等学校総合文化祭が開催される。
- 高松港頭地区整備の港湾地区整備が起工する。
- 高松市ゴミ会議が設置され、平成5年7月に最終報告が出される。
- 市民課証明模写電送制度が開始される。

#### 1992年（平成4年）
- 斎場公園が開園する。
- 高松自動車道の高松・善通寺間が開通する。
- 四国初の国際定期空路である高松・ソウル便が就航する。
- 高松市ユースホステルが休館する。
- 高松消防局に香川県下初の救急救命士が誕生する。
- 高松市図書館、歴史資料館、菊池寛記念館が開館する。

#### 1993年（平成5年）
- 香川中央拠点都市地域整備推進協議会が設立される。
- 高松市違法駐車防止対策推進協議会が設立される。
- 高松市が人権尊重都市宣言を発表する。
- 瀬戸内少年少女洋上セミナーが実施される。
- 高松港湾地区（再開発）の愛称が「サンポート高松」に決定する。→のちに正式な町名「高松市サンポート」が誕生する。
- 第48回国民体育大会夏季大会が開催される。
- 第48回国民体育大会秋季大会が開催される。
- 第1回高松秋のまつり・仏生山大名行列が開催される。

#### 1994年（平成6年）
- 高松市廃棄物減量等推進審議会が発足する。
- 福岡下水処理場から下水処理水の供給が開始される。
- 水不足が深刻化し給水制限が行われる。
- 保健センター、夜間急病診療所が開館する。
- 高松市が地域情報化計画を策定する。
- 駐車場案内システムの供用が開始される。

#### 1995年（平成7年）
- 阪神・淡路大震災が発生し、高松市でも震度4を記録する。
- 高松市障害者施策に関する新長期行動計画が策定される。
- 高松市リサイクルプラザが開館する。
- 文化センター内に平和記念室が開館する。
- 女性センター・錦町会館が開館する。
- 第1回高松市民スポーツフェスティバルが開催される。

#### 1996年（平成8年）
- 高松市行政改革計画が策定される。
- 中央病院・高松赤十字病院で院内学級が開始される。
- 西日本中央連携軸沿線都市連携推進協議会が設置される。
- 高松市が（株）ケーブルメディア四国に出資する。
- 高松市ホームページ「もっと高松」が開設される。
- 瓦町駅ビル（コトデン瓦町ビル）が竣工する。

#### 1997年（平成9年）
- 片原町駅西第3街区市街地再開発組合が設立される。
- 衛生処理センター中継所の供用が開始される。
- コトデン瓦町ビルにコトデンそごうがオープン
- 高松市環境美化条例が施行される。
- 第12回国民文化祭・かがわ'97が開催される。
- 高松市が男女共同参画都市宣言を発表する。

#### 1998年（平成10年）
- 高松市公共施設利用総合情報システムが稼動する。
- 行政情報化計画が策定される。
- 高松市鬼ヶ島おにの館が開館する。
- サンネット高松連携推進協議会が設立される。
- レインボーロードが竣工する。
- 全国高等学校総合体育大会が開催される。
- ゆめタウン高松が開業。

#### 1999年（平成11年）
- 高松市環境基本計画が策定される。
- 節水ウィークが実施される。
- 高松市個人情報保護条例が施行される。
- 高松市が中核市に移行する。
- 外部監査制度が導入される。
- 高松市保健所が開設される。
- 秋田県矢島町と友好都市協定を締結する。
- 新・高松総合計画基本構想が市議会の議決を得る。

#### 2000年（平成12年）
- 高松市役所庁内LAN整備が完了する。
- 片原町駅西地区再開発ビルが起工する。
- 高松琴平電鉄連続立体交差事業が認可される。
- 地方分権一括法が施行される。
- 24時間放送の市政情報チャンネルが高松ケーブルテレビに設置される。緊急時は避難情報等を提供する。
- 市制施行110周年記念式典が行われ、中西太が市民栄誉賞を受賞する。

#### 2001年（平成13年）
- 高松市ボランティア・市民活動センターが開館する。
- サンポート高松のJR高松駅の4代目駅舎等の供用が開始される。
- トリプル・ワン・イベントが開催される。
- サンポート高松の高松シンボルタワーが起工する。
- コトデンそごうが経営破綻により閉店、半年後に高松天満屋が開業。

#### 2002年（平成14年）
- 日本書紀に記載されている屋嶋城跡が確認される。
- 生涯学習センターが開館する。
- 住民基本台帳ネットワークシステムが稼動する。
- 屋島が読売新聞「遊歩百選」に選ばれる。
- 栗林公園動物園が閉園。

#### 2003年（平成15年）
- 高松市文化芸術財団が設立される。
- 高松自動車道が全線開通する。
- 香川大学と香川医科大学が統合する。

#### 2004年（平成16年）
- 高松市民会館が閉館し、サンポートホール高松が開館。
- 台風16号により市内各地で高潮被害をもたらす。

#### 2005年（平成17年）
- 高松地方が1973年以来の大渇水に見舞われる。
- 四国アイランドリーグが発足し、香川県営野球場を本拠とする香川オリーブガイナーズが誕生。

#### 2006年（平成18年）
- 高松市に本拠を置くプロバスケットボールチーム高松ファイブアローズ（現：香川ファイブアローズ）が誕生する。
- 第1回高松国際ピアノコンクールが開催される。
- 第1回さぬき映画祭が開催される。

#### 2007年（平成19年）
- イオン高松ショッピングセンター（現イオンモール高松）が開業。

#### 2008年（平成20年）
- 香川県歴史博物館をリニューアルした香川県立ミュージアムが開館。

#### 2010年（平成22年）
- 第1回瀬戸内国際芸術祭が開催される。

#### 2013年（平成25年）
- 参議院選白票水増し事件が発生。

#### 2014年（平成26年）
- 香川県立中央病院が朝日町の旧JT工場跡に移転開業。
- 高松天満屋閉店。

#### 2015年（平成27年）
- コトデン瓦町ビルに瓦町FLAGが開業。

#### 2016年（平成28年）
- 高松冬のまつりが第30回をもって終了[11]。

#### 2017年（平成29年）
- 有料道路であった屋島ドライブウェイが無料化。